# Джон Вільям Вотергаус
Джон Вільям Вотергаус (англ. John William Waterhouse; 6 квітня 1849, Рим — 10 лютого 1917, Лондон) — англійський художник, творчість якого відносять до пізньої стадії прерафаелітизму.

## Біографія
Народився 1849 року в Римі, в родині британських художників Уїльяма та Ізабелли Вотергаус. 1854 року з родиною повертається до Лондону. На початку 1870—х років Вотергаус допомагає батькові в його студії, з 1871 року вступає до Королівської академія мистецтв. Живопис та скульптуру вивчає під керівництвом художника Пікерсгіла. 1874 року, у віці двадцяти п'яти років, представляє на виставці картину «Сон та його зведений брат Смерть», яка була добре прийнята критикою і згодом виставлялася практично щороку, аж до смерті художника.
Наприкінці 1870-х і 1880-х років здійснює кілька поїздок до Італії. 1883 року одружується з художницею Естер Кенуорті.

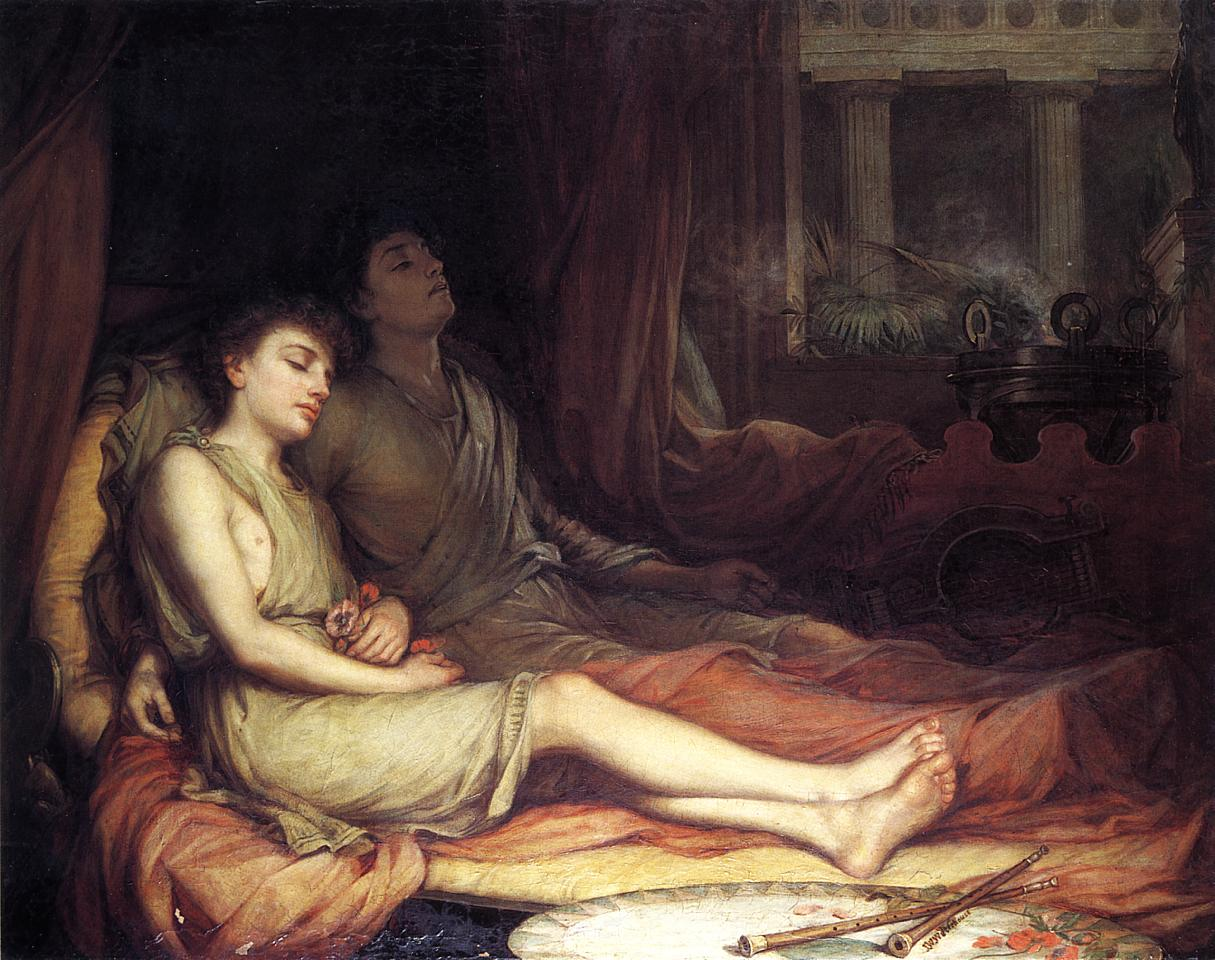
Сон та його зведений брат Смерть, 1874

Після одруження влаштовується працювати в Студію Примроз Хілл. 1884 року художник презентує картину «Леді з Шалот» (1884, Галерея Тейт, Лондон), яка принесла йому світове визнання, картина була придбана сером Генрі Тейт, після виставки в Академії. Живописні роботи цього періоду показують зростання інтересу Вотергауса до тем пов'язаних з прерафаелітами, особливо до створення образів трагічних чи владних фатальних жінок:  «Клеопатра» (1888), «Цірцея подає келих Одіссею» (1891), «Цирцея Інвідіоза» (1892), а також до живопису пленеру.
З 1895 року Вотергаус обраний членом Королівської академії мистецтв. Його дипломною роботою стала картина «Нереїда» (пізніше доопрацьована майстром, остаточний варіант картини за 1901 рік). В середині 1880-х проводить виставки у галереї Гросвенор, Новій галереї, а також на провінційних виставках в Бірмінгемі, Ліверпулі та Манчестері. Картини цього періоду набули популярності в Англії та за кордоном як частина міжнародного руху символістів. На початку 1890-х Вотергаус починає писати портрети.
З 1900-х років бере активну участь у громадських організаціях художників і діячів мистецтв Англії. Живопис художника часто відносять до прерафаелітів, хоча Вотергаус формально і не належав до цієї течії. За своє життя Вотергаус написав більше двохсот картин на міфологічні, історичні та літературні сюжети. Він розділяв інтерес прерафаелітів до сюжетів, запозиченим з поезії та міфології, безпомилково передавав драматизм моменту, демонстрував блискуче володіння композицією і мальовничою технікою.
В 1908—1914 роках Вотергаус створює ряд картин, заснованих на літературних і міфологічних сюжетах («Міранда», «Трістан та Ізольда», «Психея», «Персефона» та інші). На цих картинах художник зображує свою улюблену модель, нещодавно ідентифіковану дослідниками творчості Вотергауса, Кеном і Кеті Бейкр, як міс Мюріел Фостер. Дуже небагато відомо про приватне життя Вотергаус — тільки кілька листів збереглося до нашого часу і, власне, багато років персоналії його моделей залишалися таємницею. Зі спогадів сучасників також відомо, що Мері Ллойд, модель шедевра лорда Лейтона «Палаючий червень», позувала і для Вотергауса.
Незважаючи на страждання від хвороби, Вотергаус протягом останніх десяти років життя продовжував активно займатися живописом аж до своєї смерті. Помер від раку в 1917 році. Похований на кладовищі Кенсал-Грін у Лондоні.
Дружина художника Естер Уотерхаус пережила чоловіка на 27 років, померла в приватному санаторії в 1944 році.

## Галерея

### Творчість 1870-х

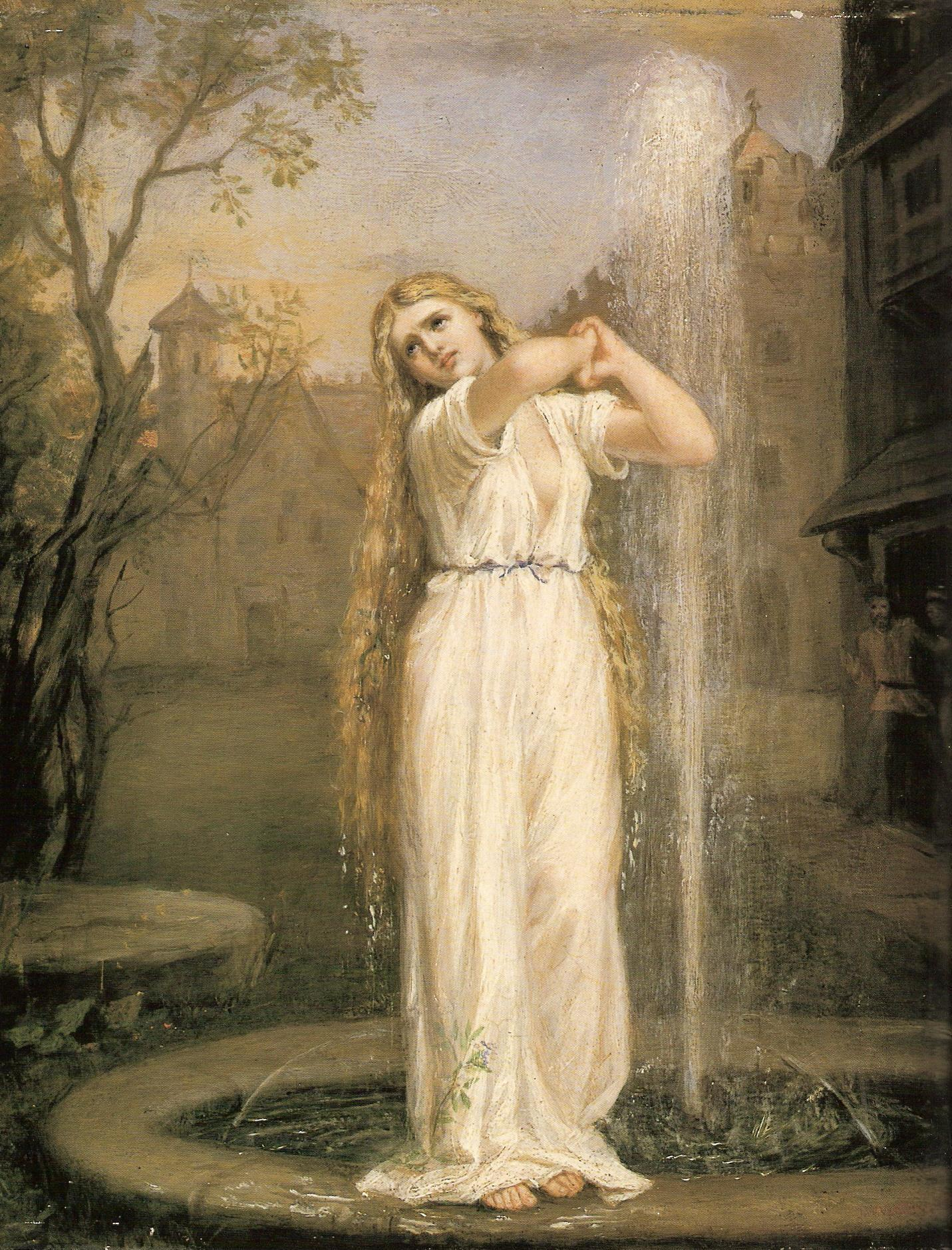
Ундіна 1872
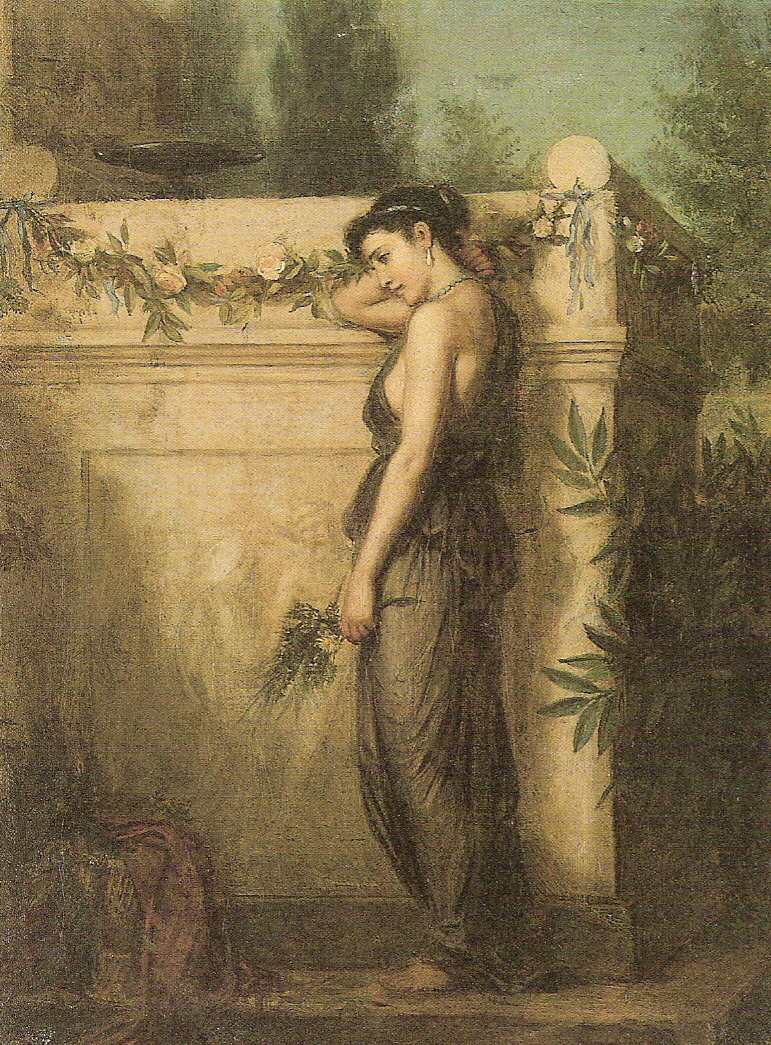
Gone, But Not Forgotten 1873
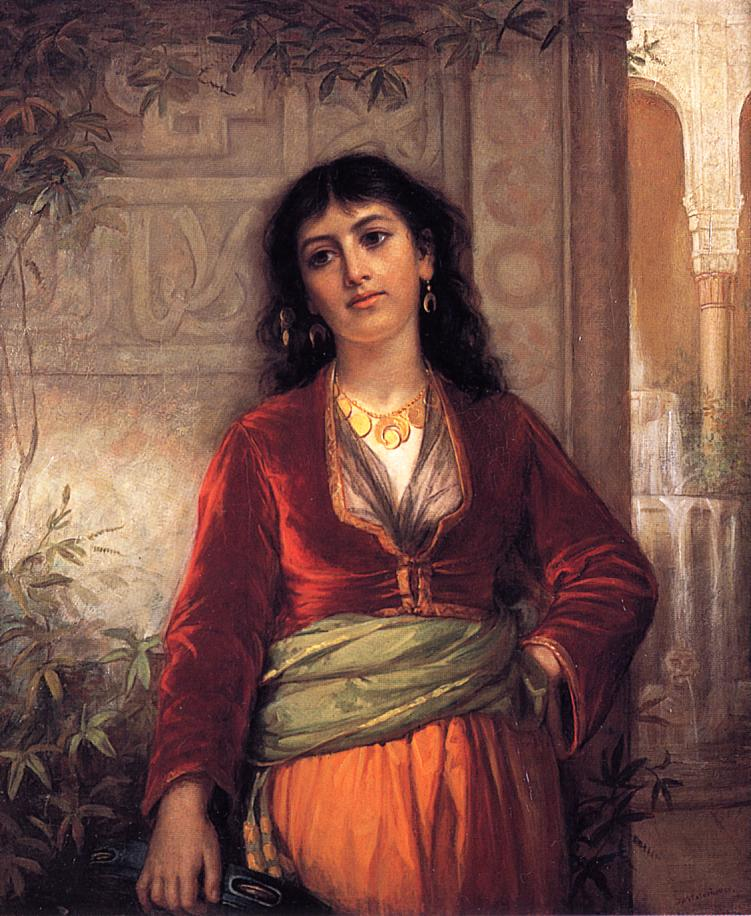
The Unwelcome Companion--A Street Scene in Cairo 1873
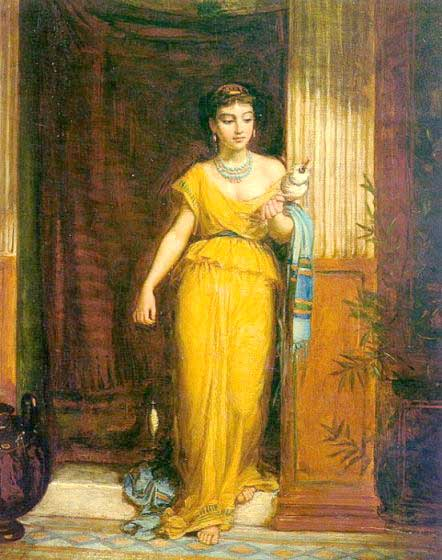
La Fileuse 1874
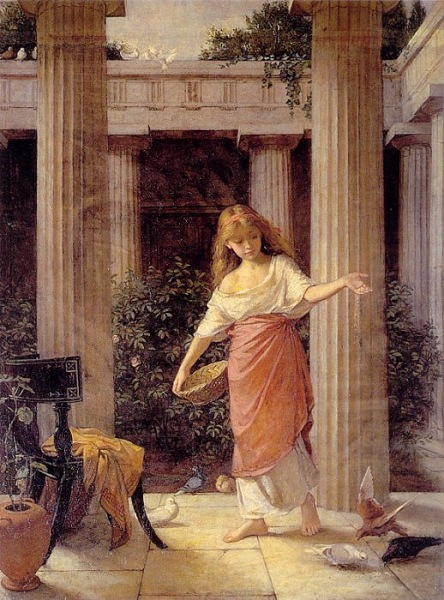
In the Peristyle 1874
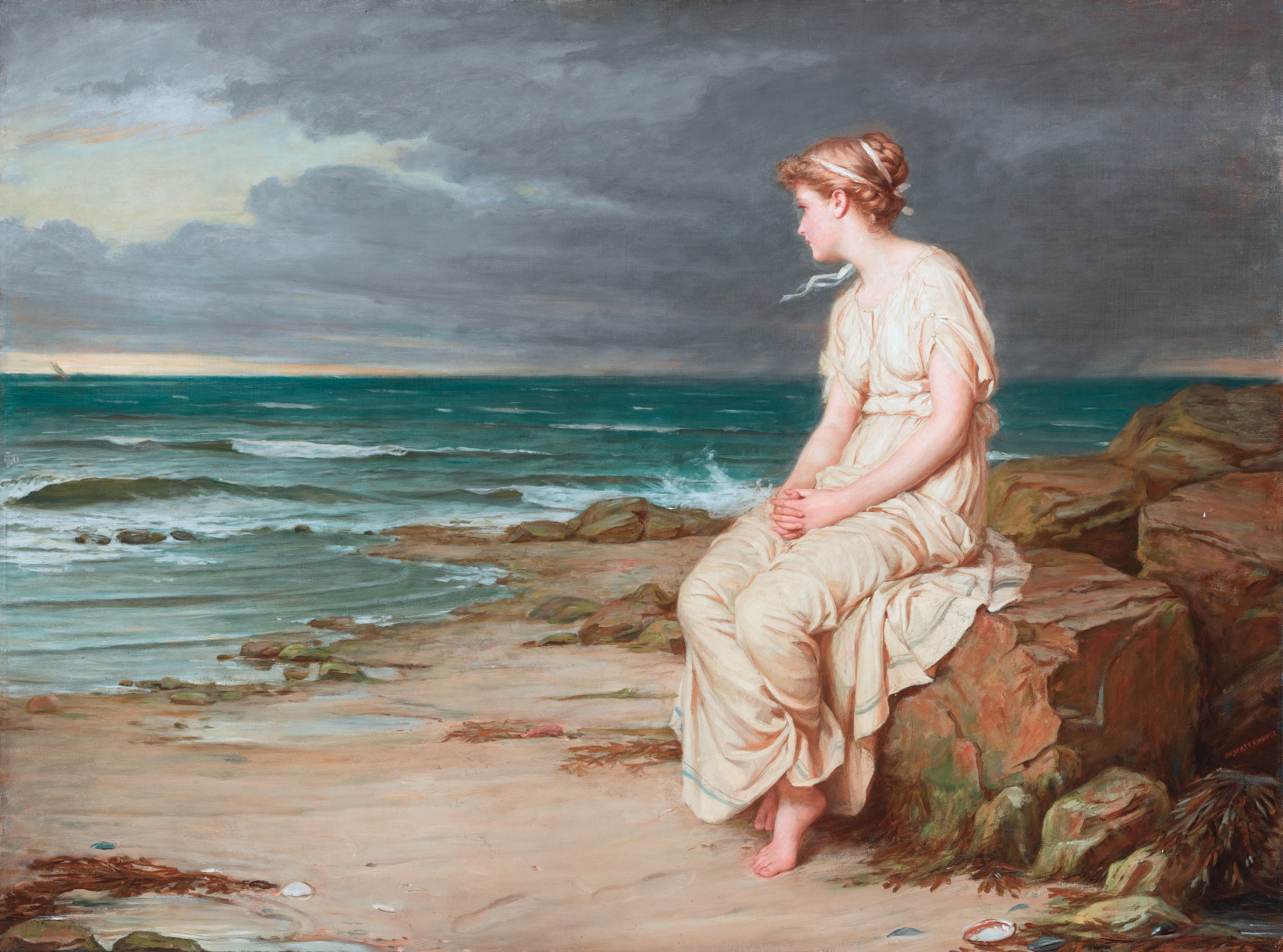
Міранда 1875
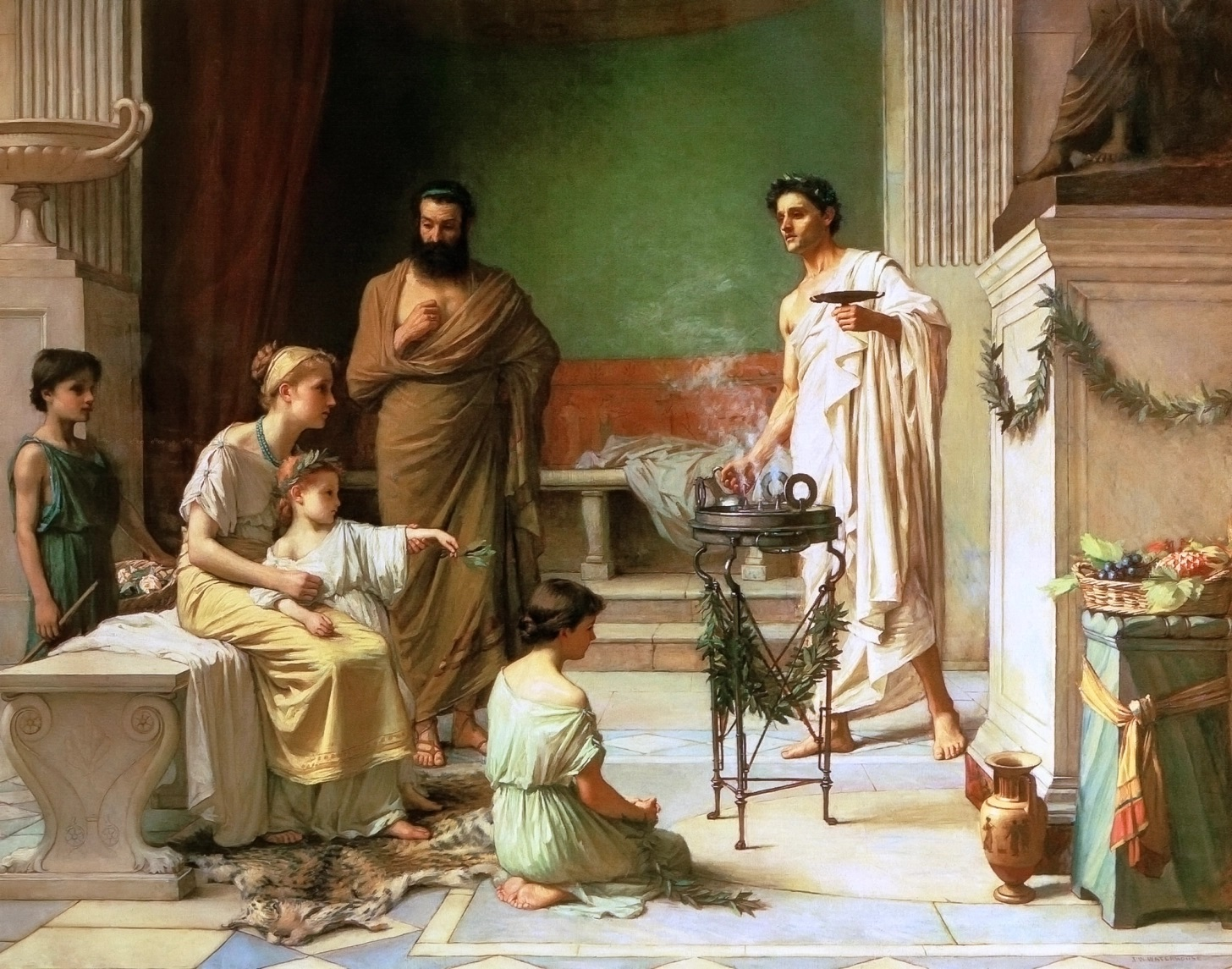
Хвора дитина в Храмі Ескулапа 1877
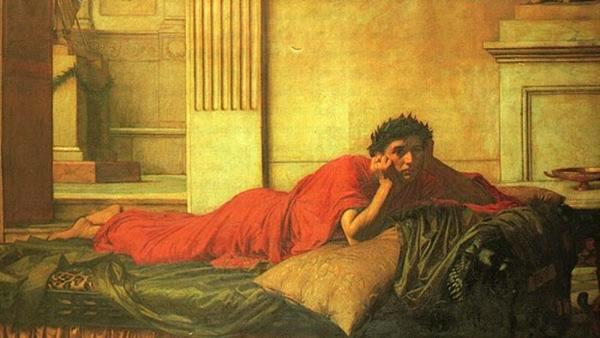
The Remorse of the Emperor Nero after the Murder of his Mother 1878

### Творчість 1880-х

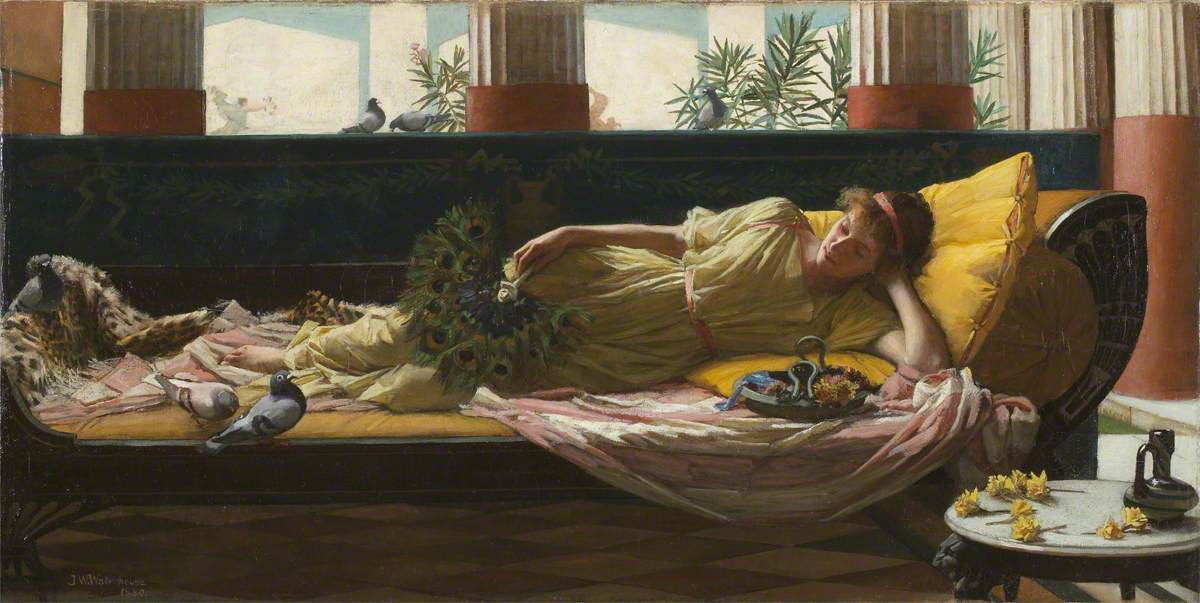
Солодка млість 1880
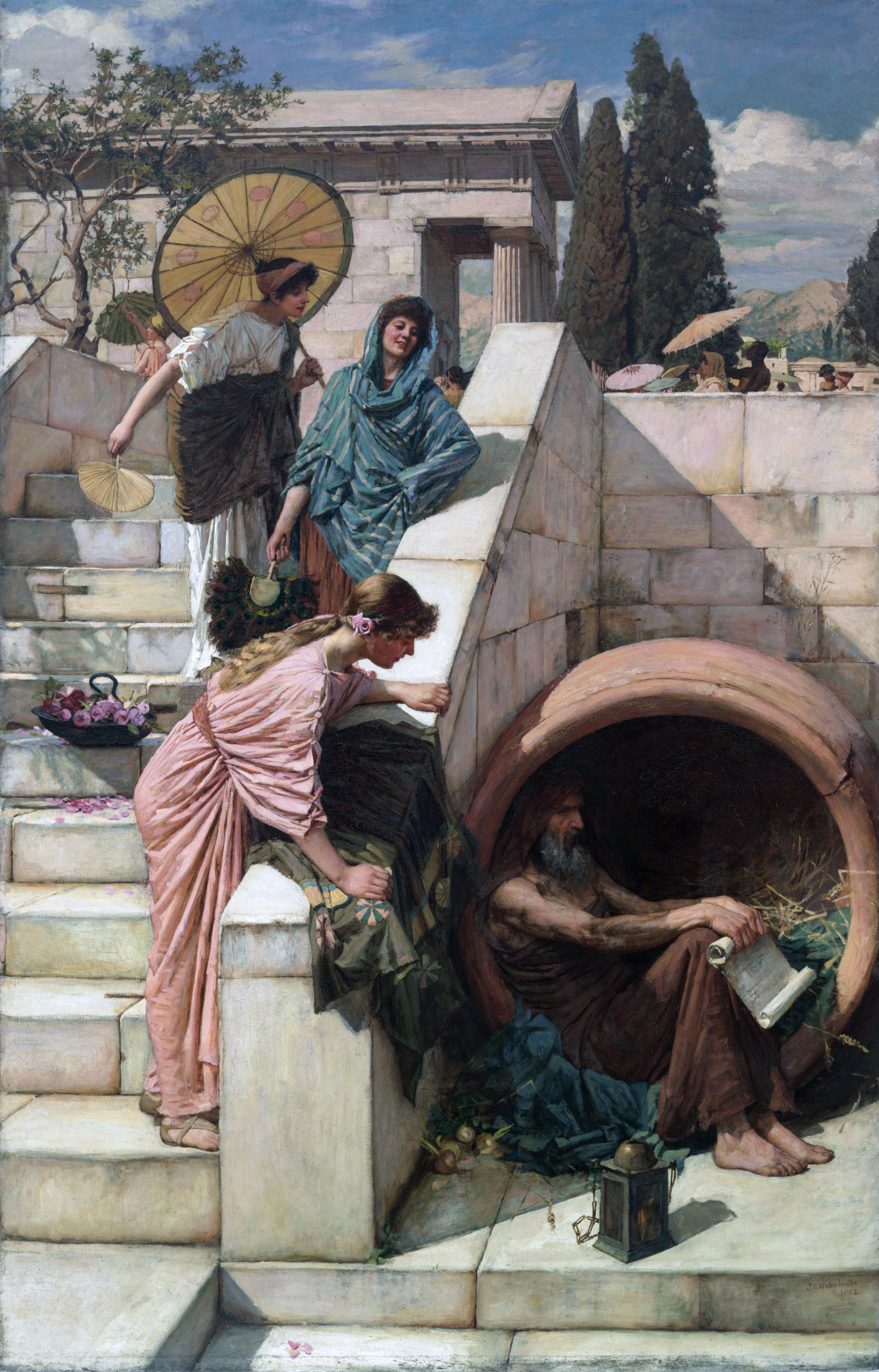
Діоген 1882
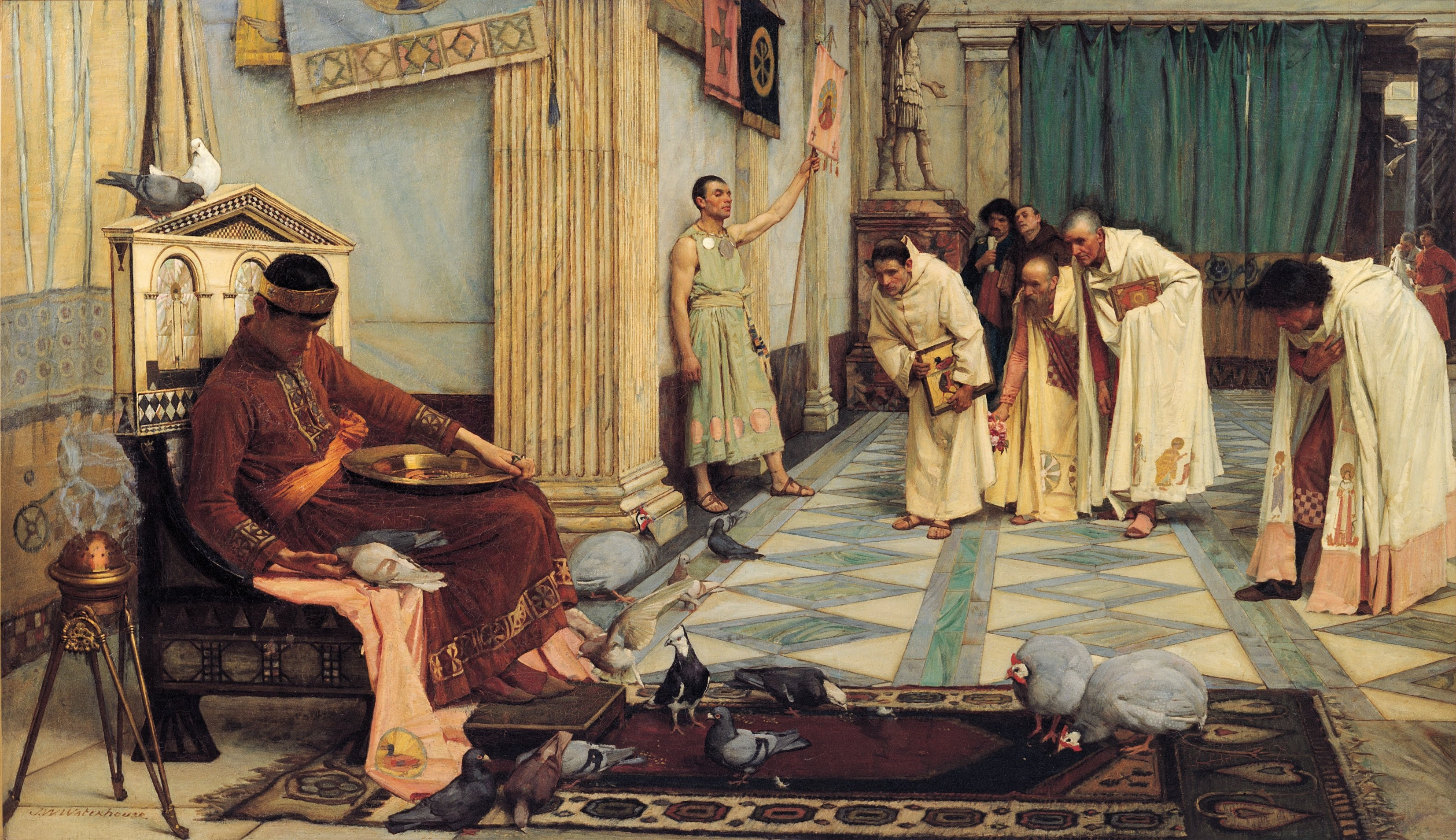
Фаворити імператора Гонорія 1883
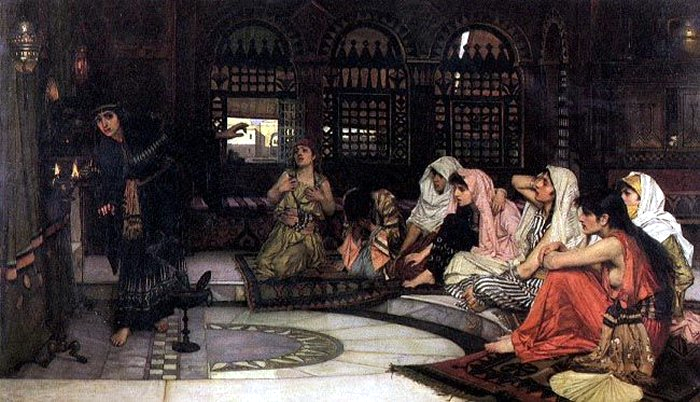
Звернення до Оракула 1884
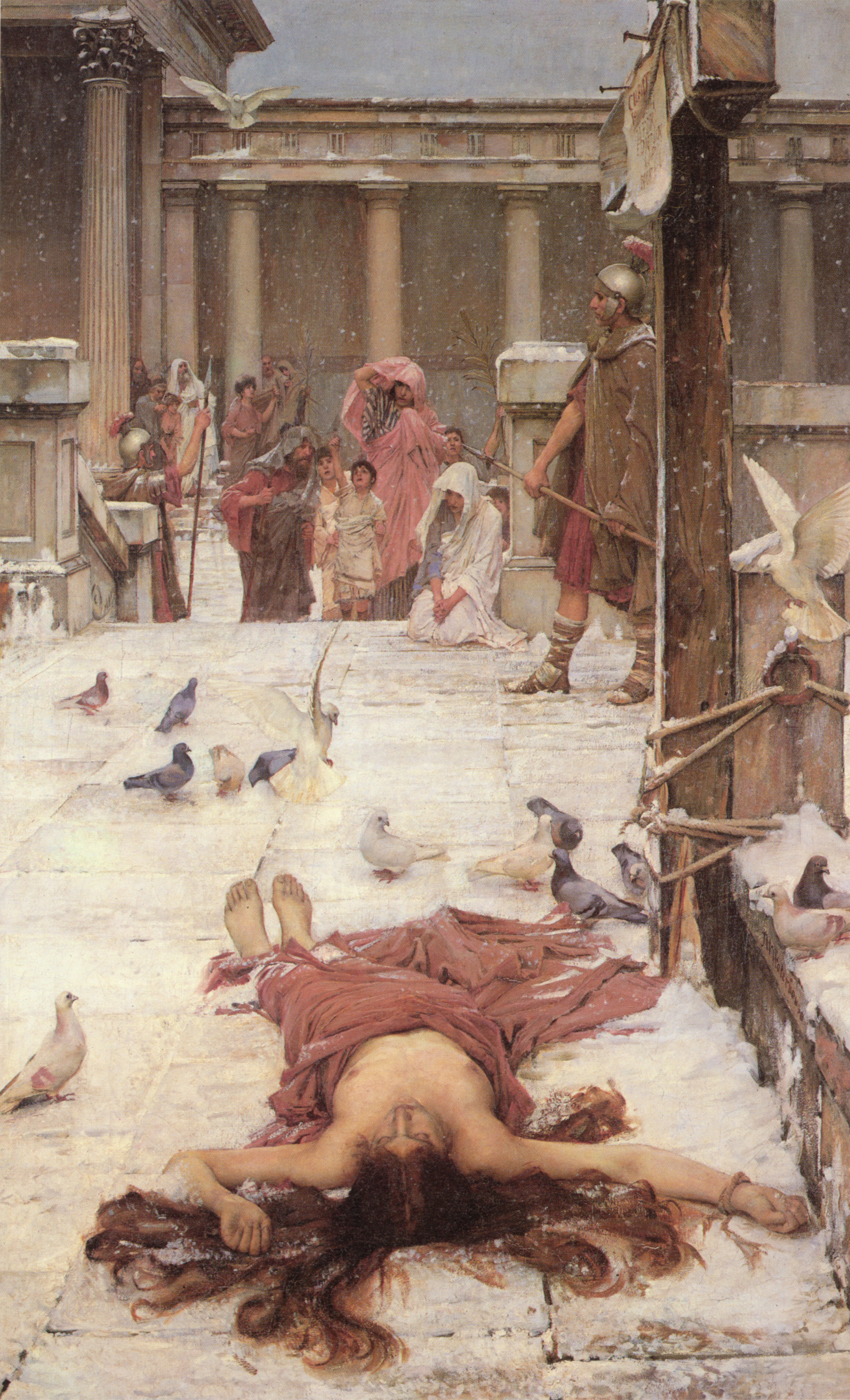
Свята Евлалія 1885
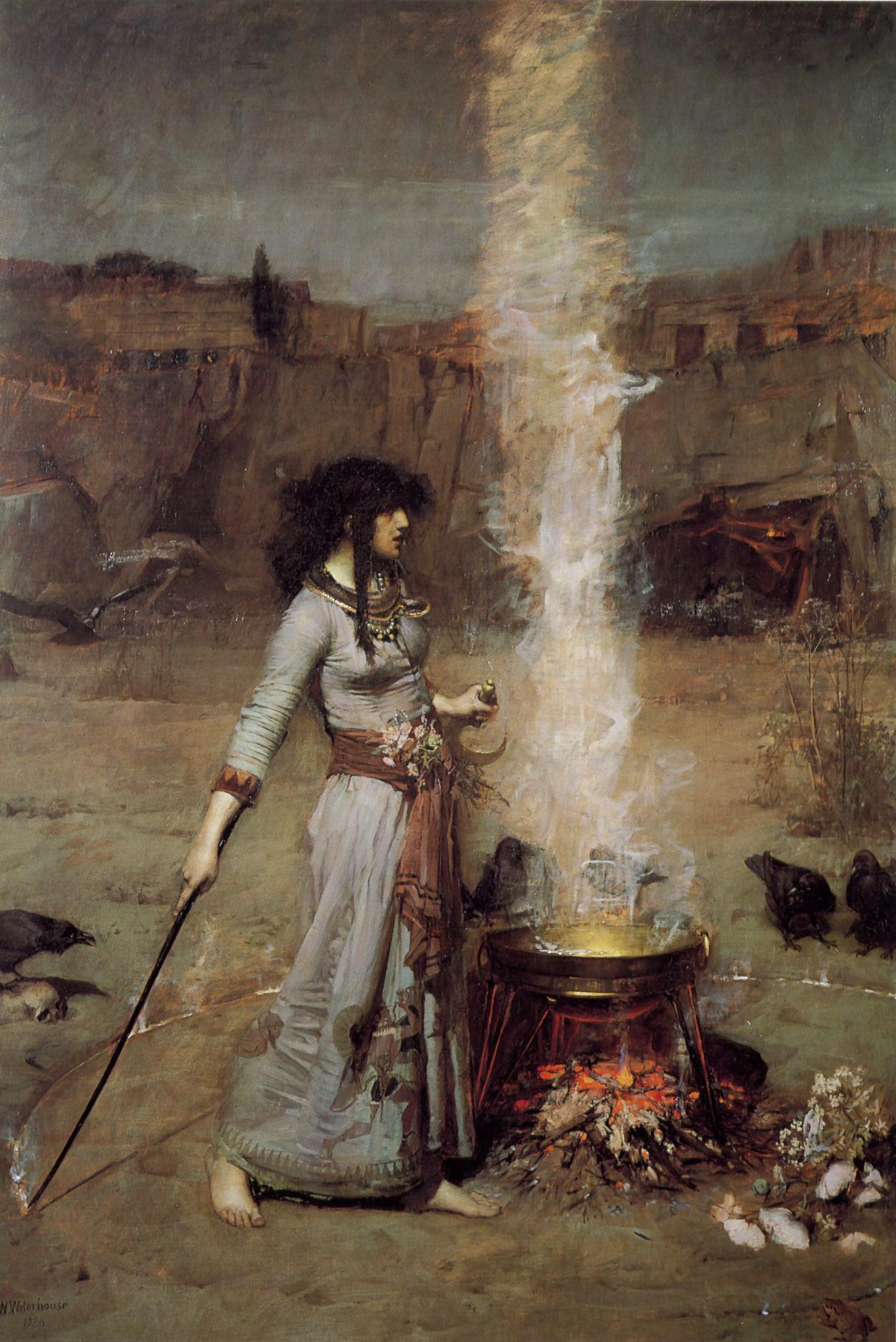
Магічне коло 1886
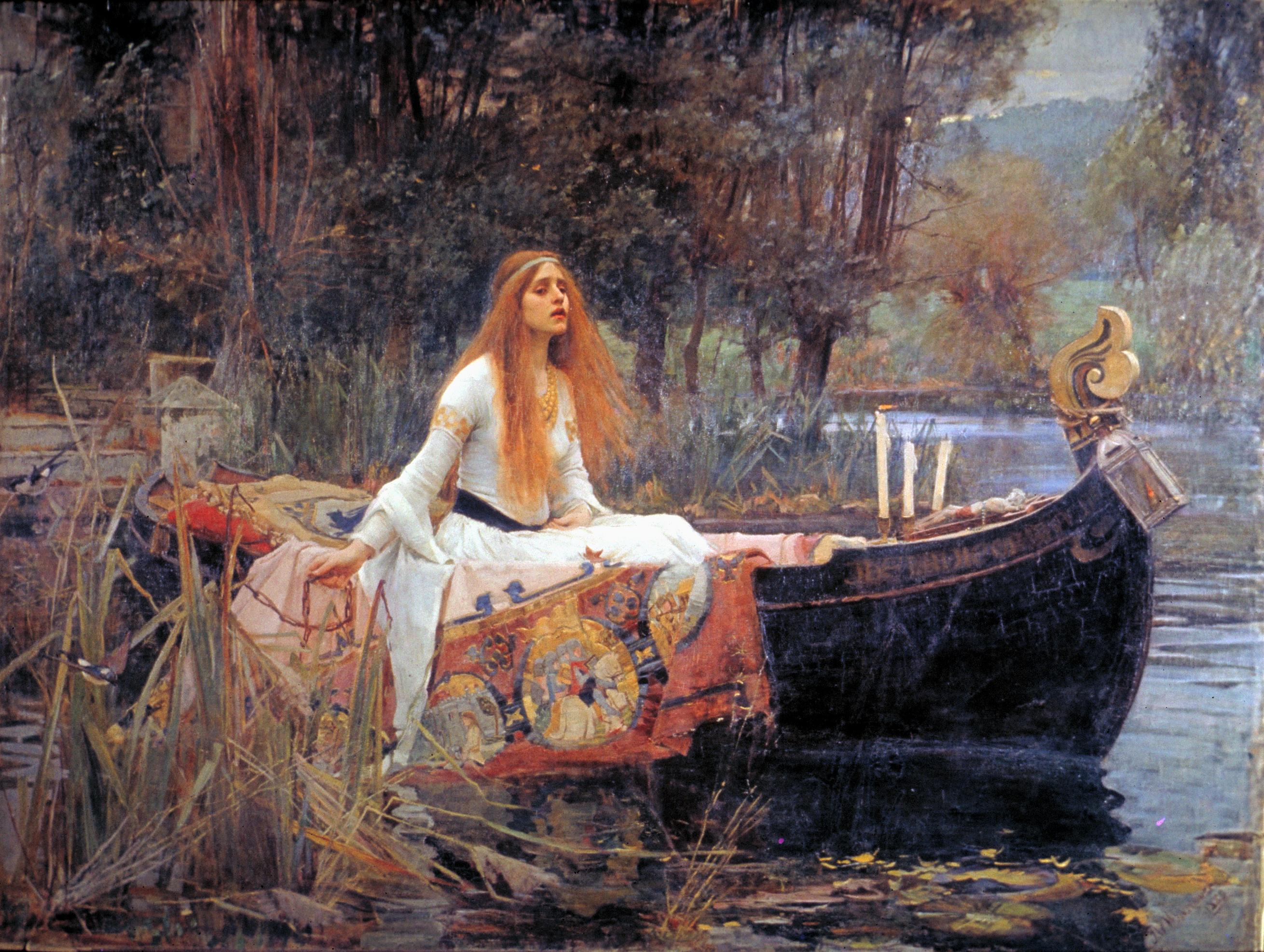
Леді з Шалот 1888
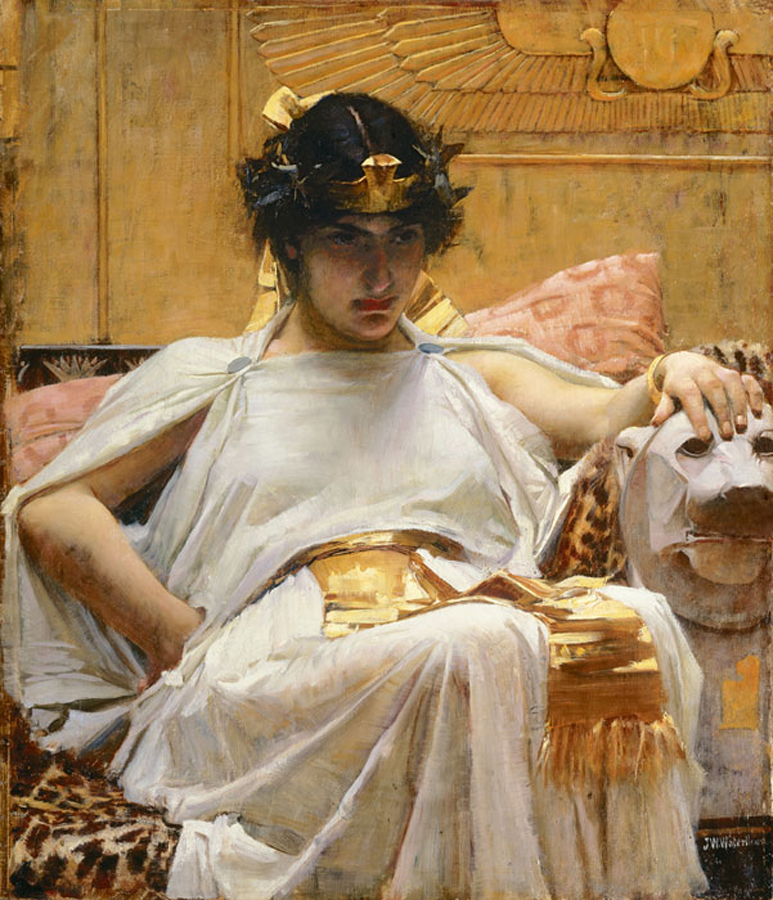
Клеопатра 1888
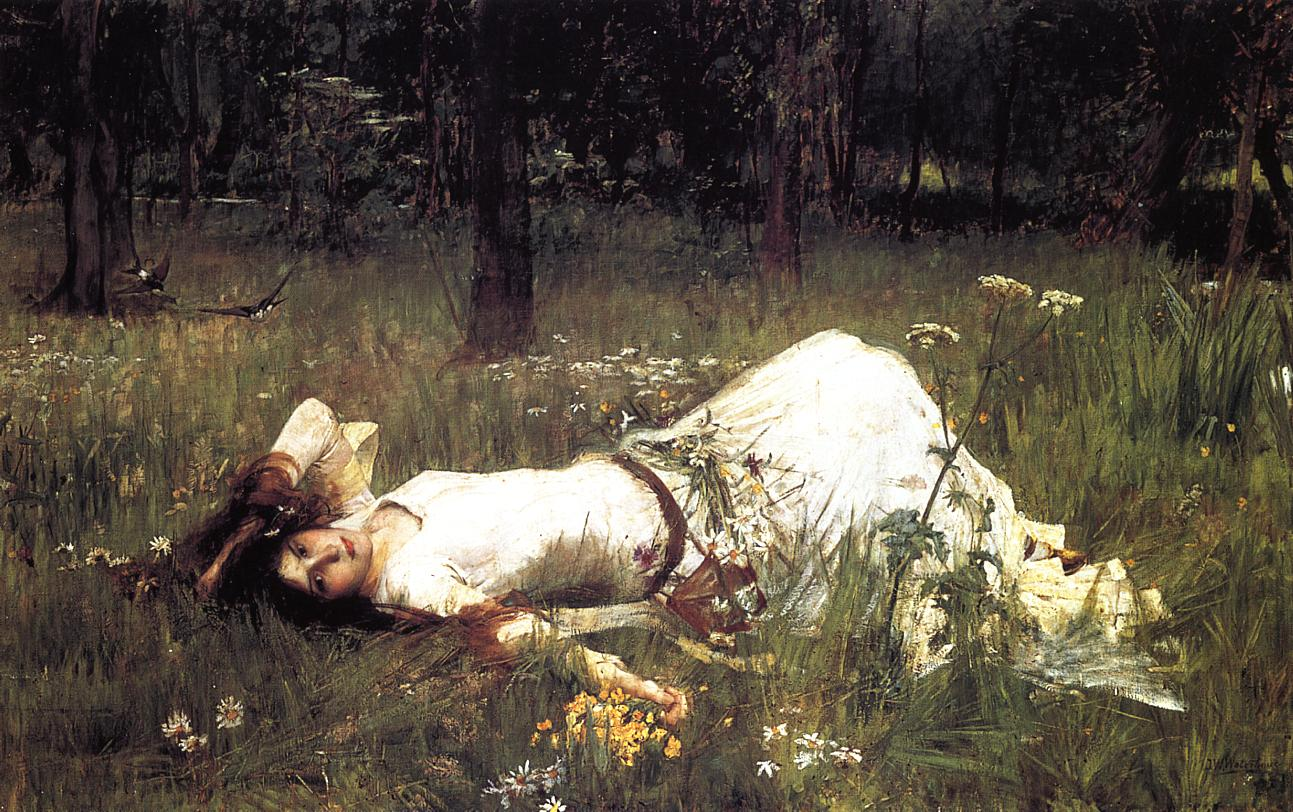
Офелія 1889

### Творчість 1890-х

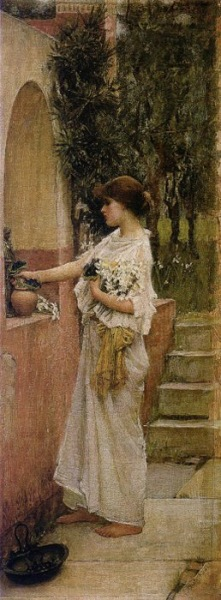
A Roman Offering 1890
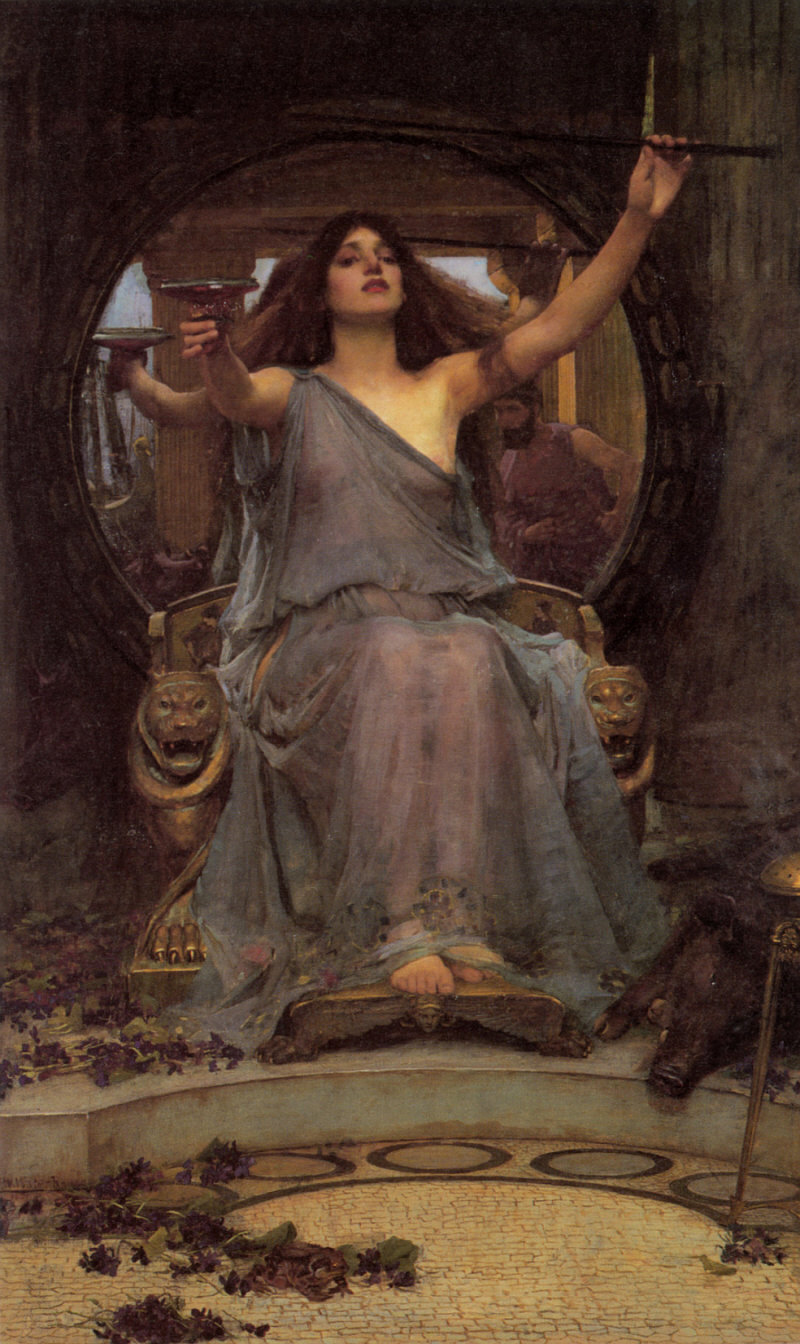
Цирцея подає келих Одіссею 1891
Одісей та Сирени 1891
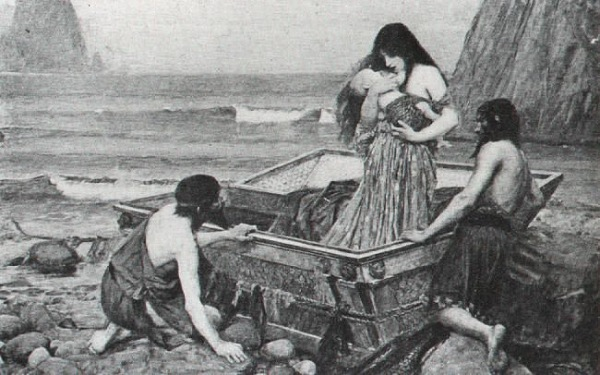
Даная 1892
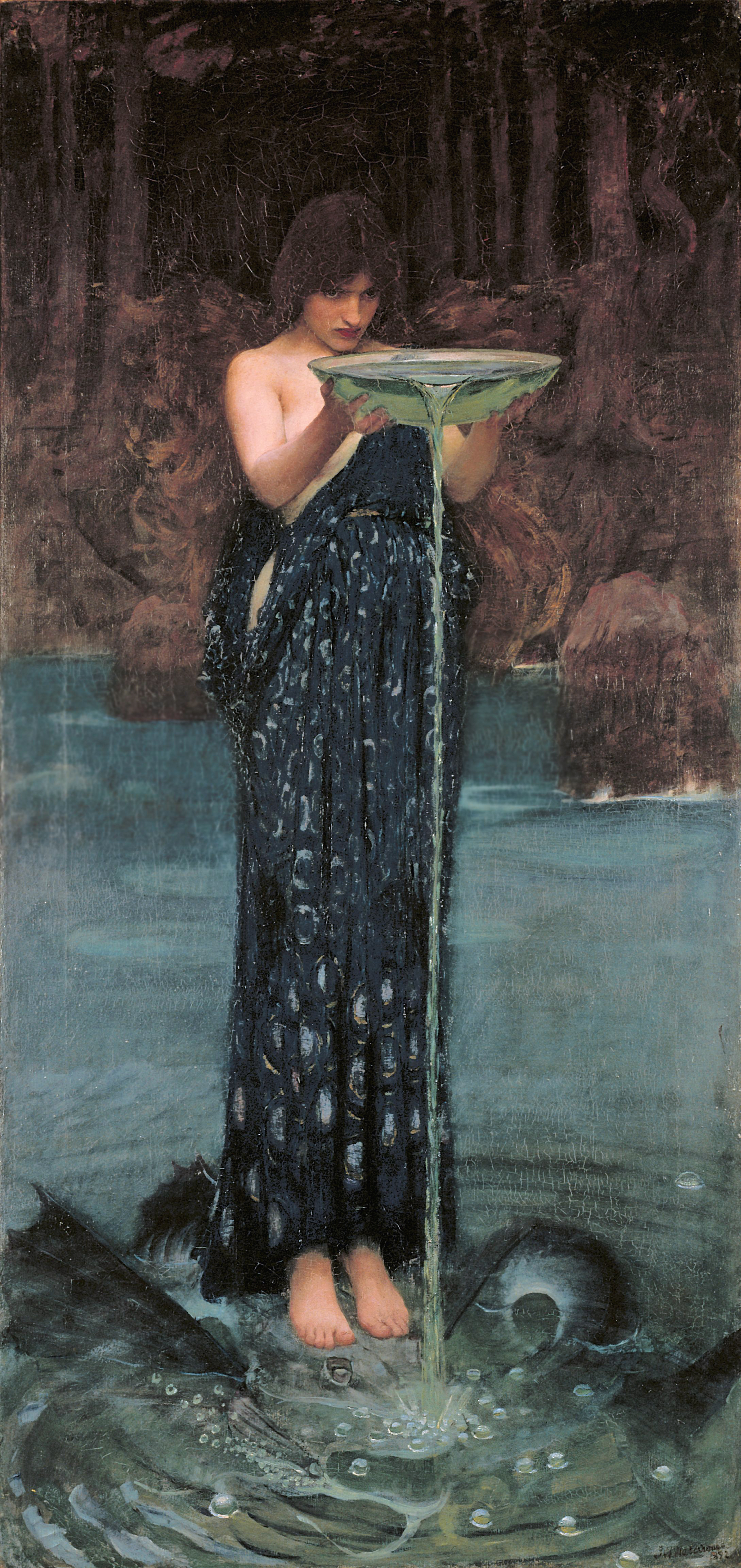
Цирцея 1892
Наяда 1893
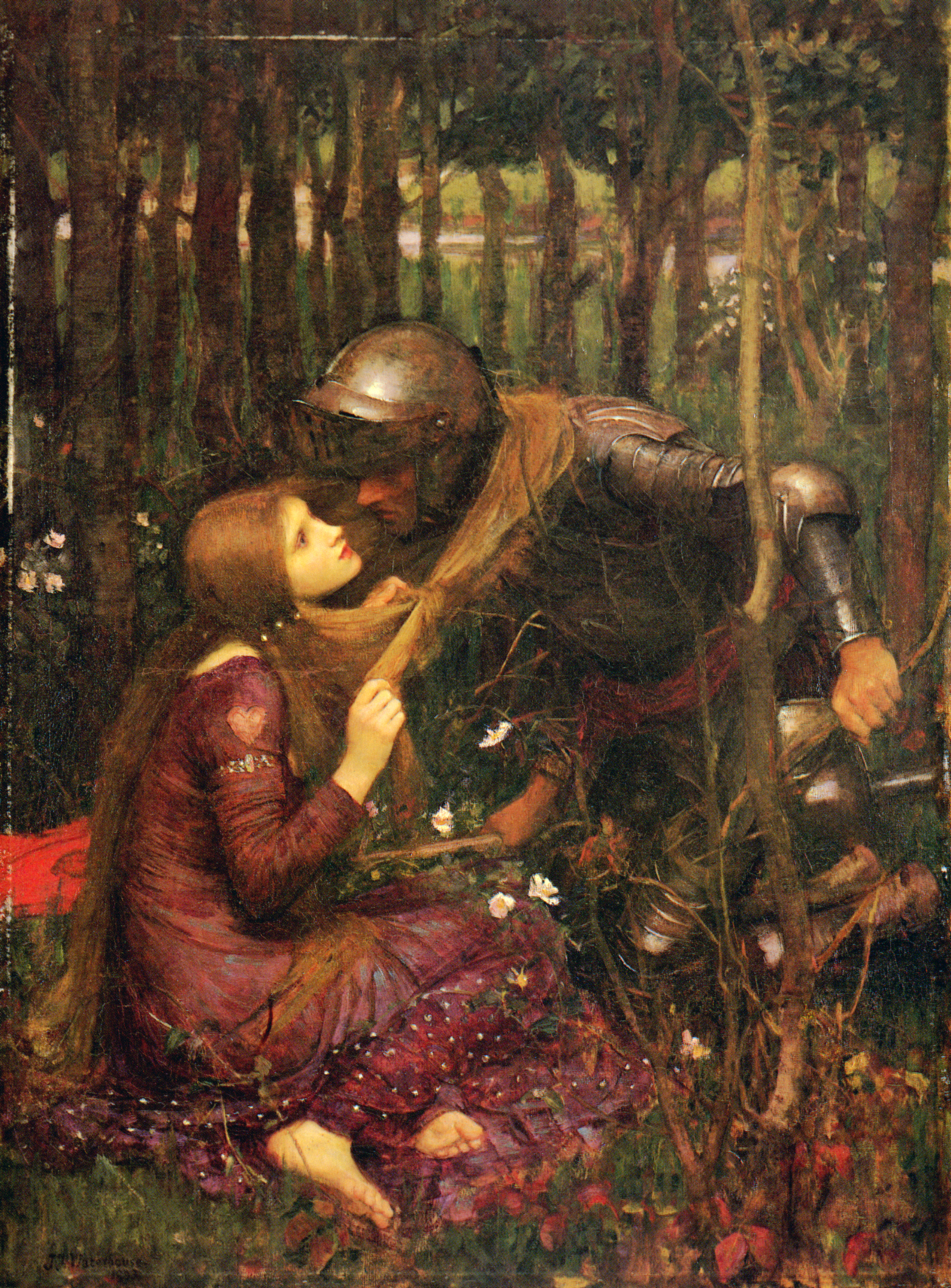
La Belle Dame sans Merci 1893
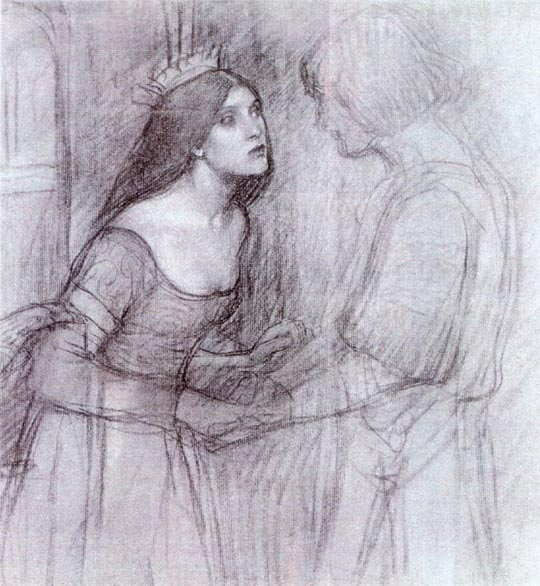
Етюд жінки 1894
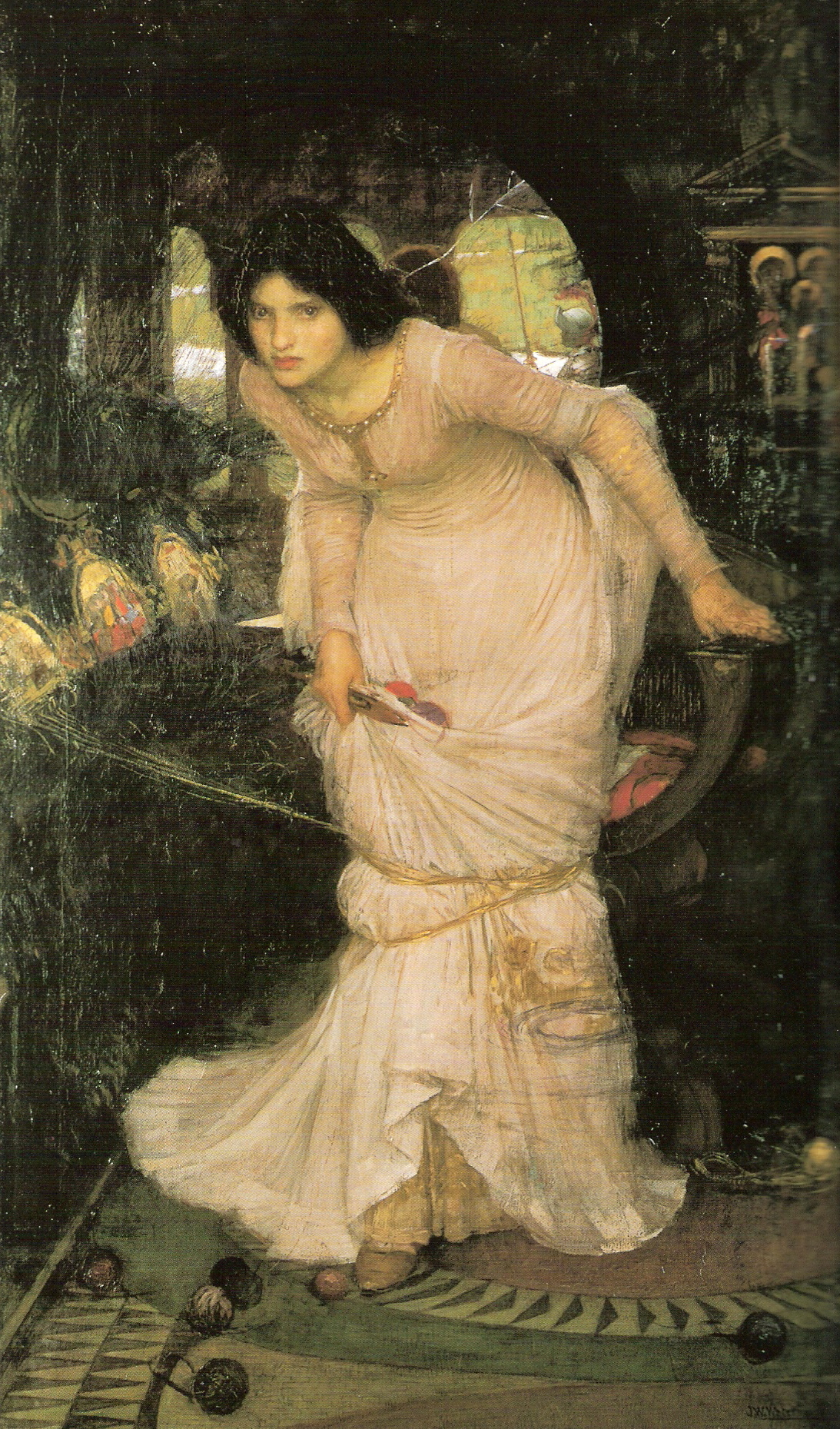
The Lady of Shalott Looking at Lancelot 1894
Офелія 1894
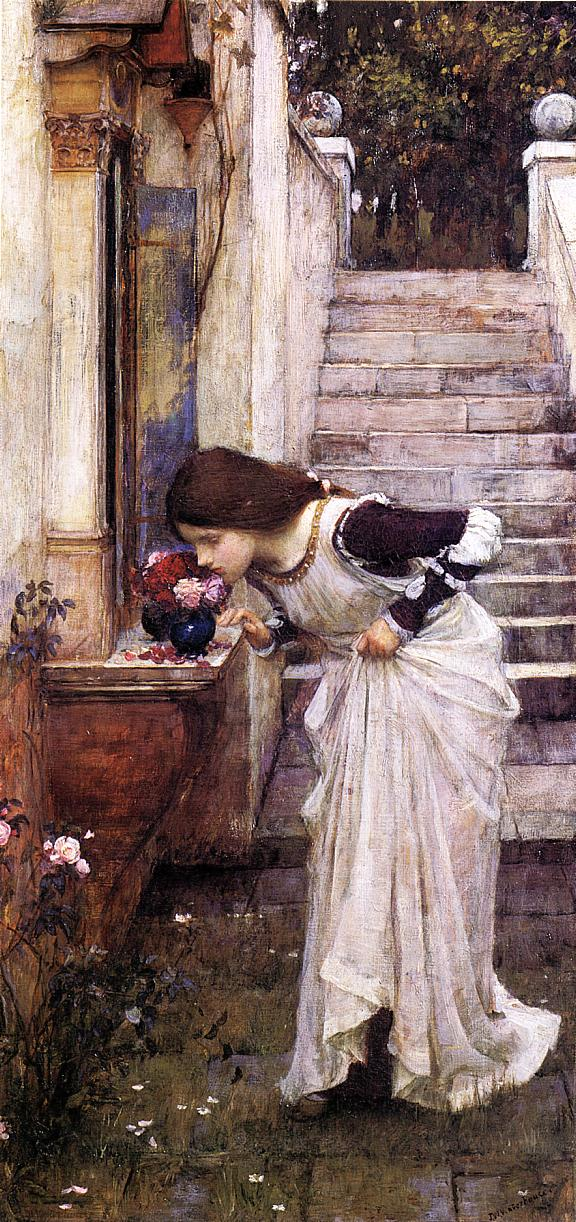
The Shrine 1895
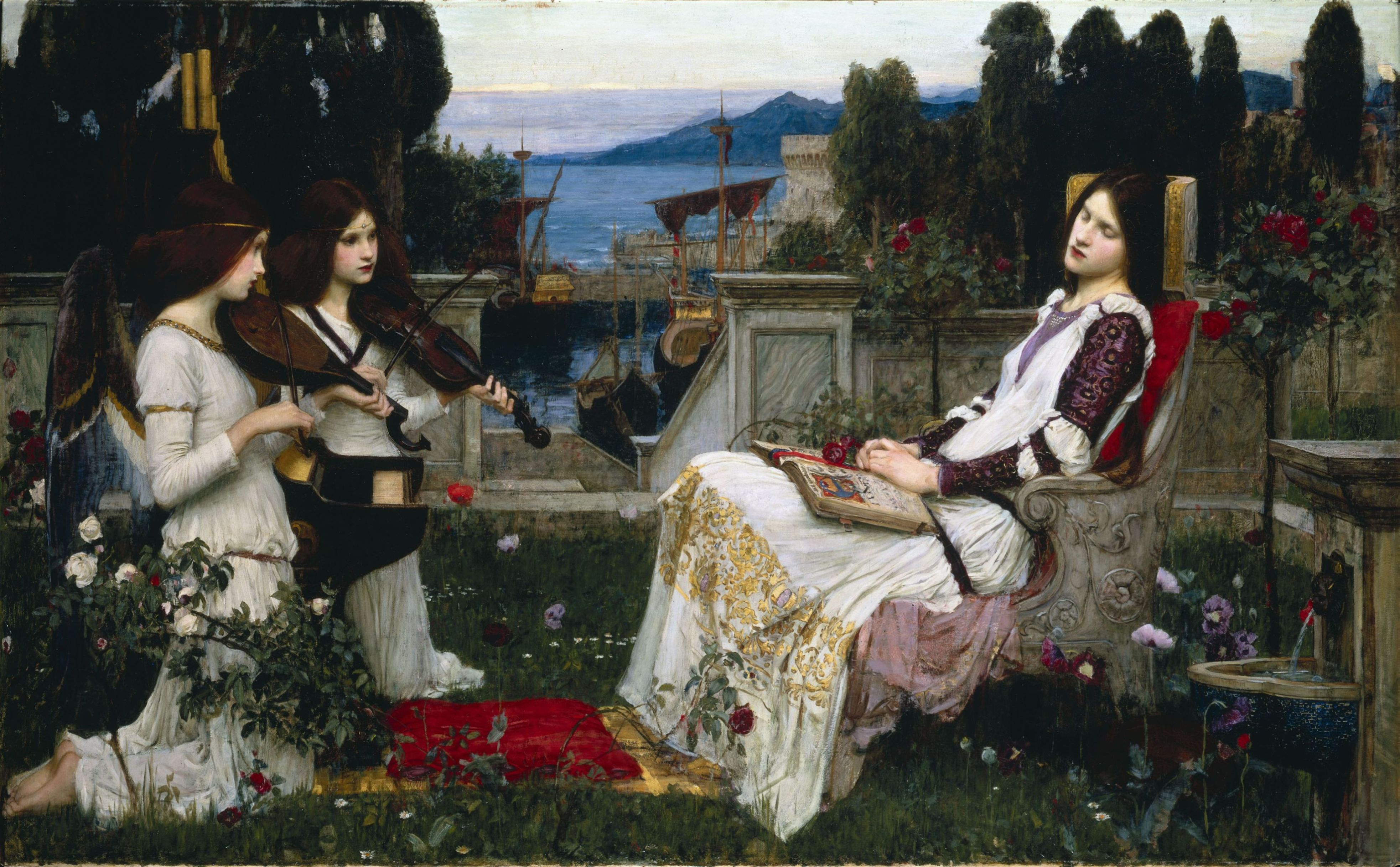
Saint Cecilia 1895
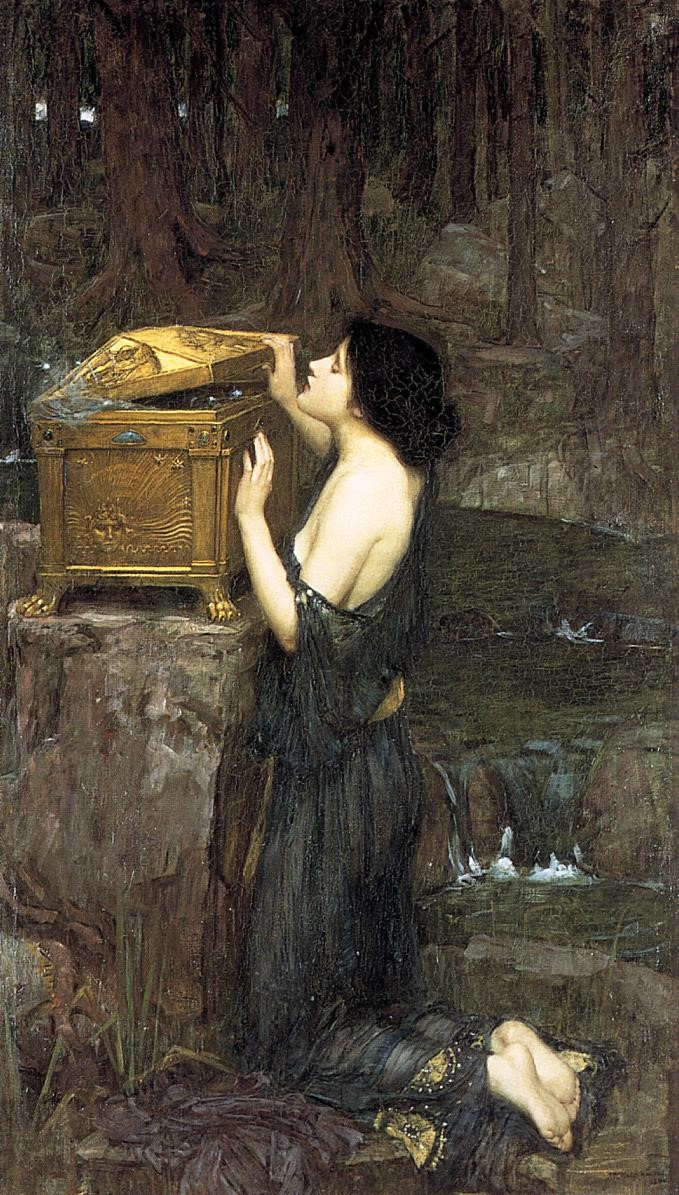
Пандора 1896
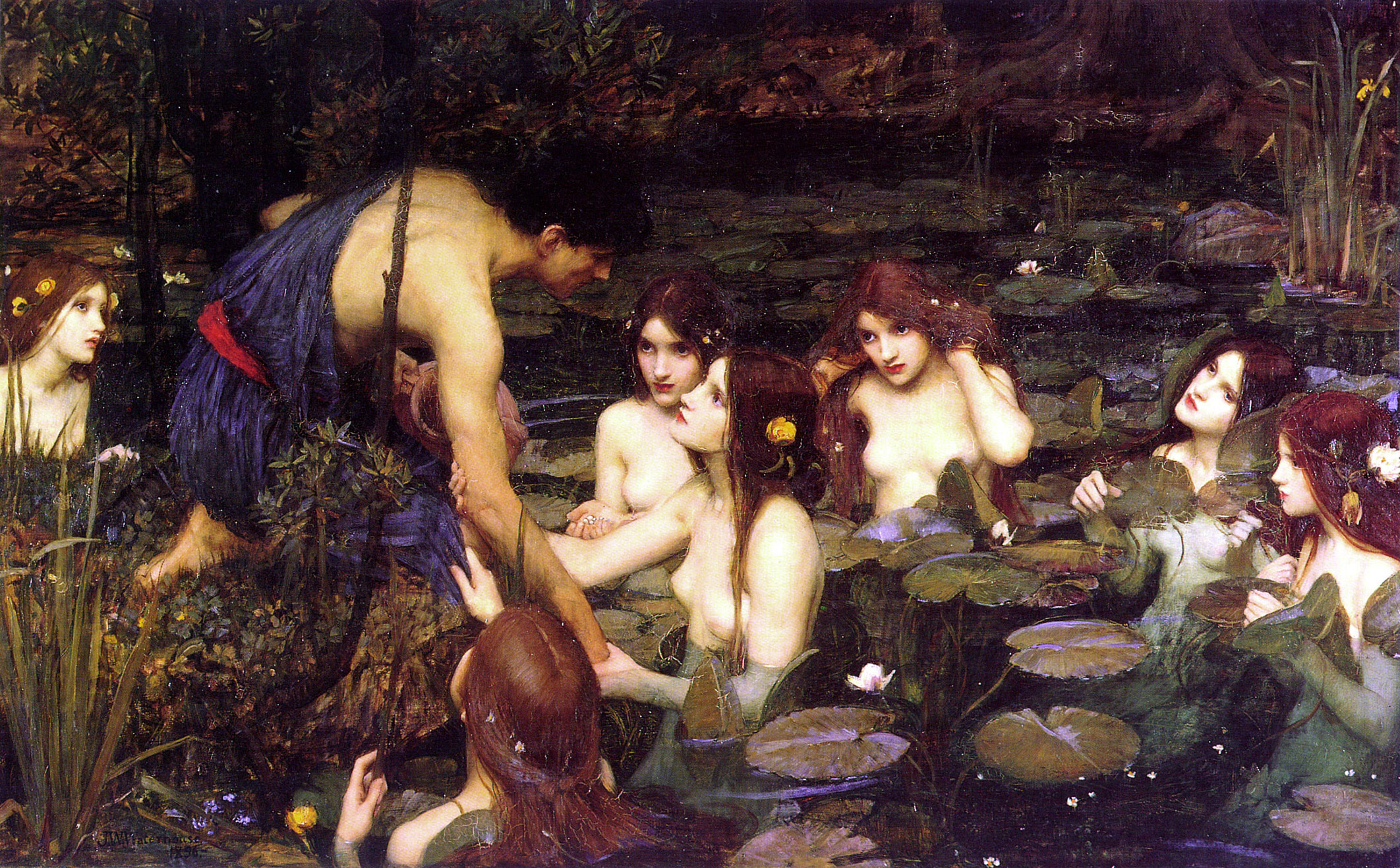
Гілас і німфи 1896
Джульєта 1898

### Творчість 1900-х

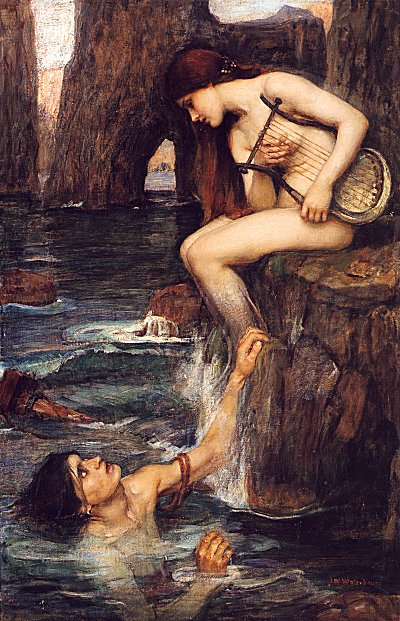
The Siren circa 1900
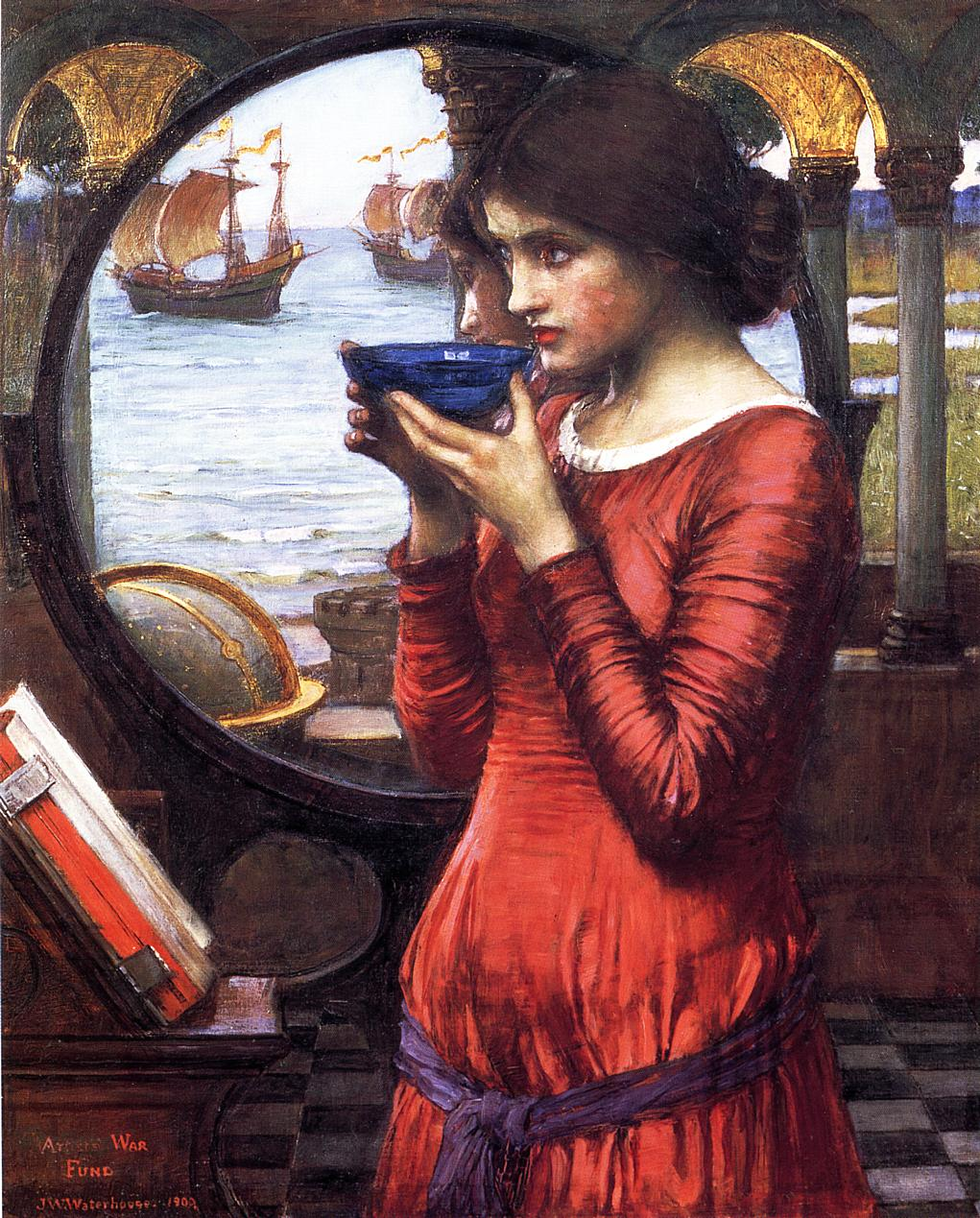
Destiny 1900
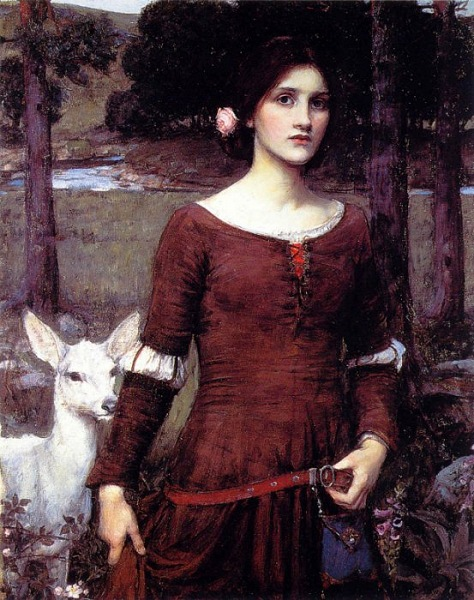
The Lady Clare 1900
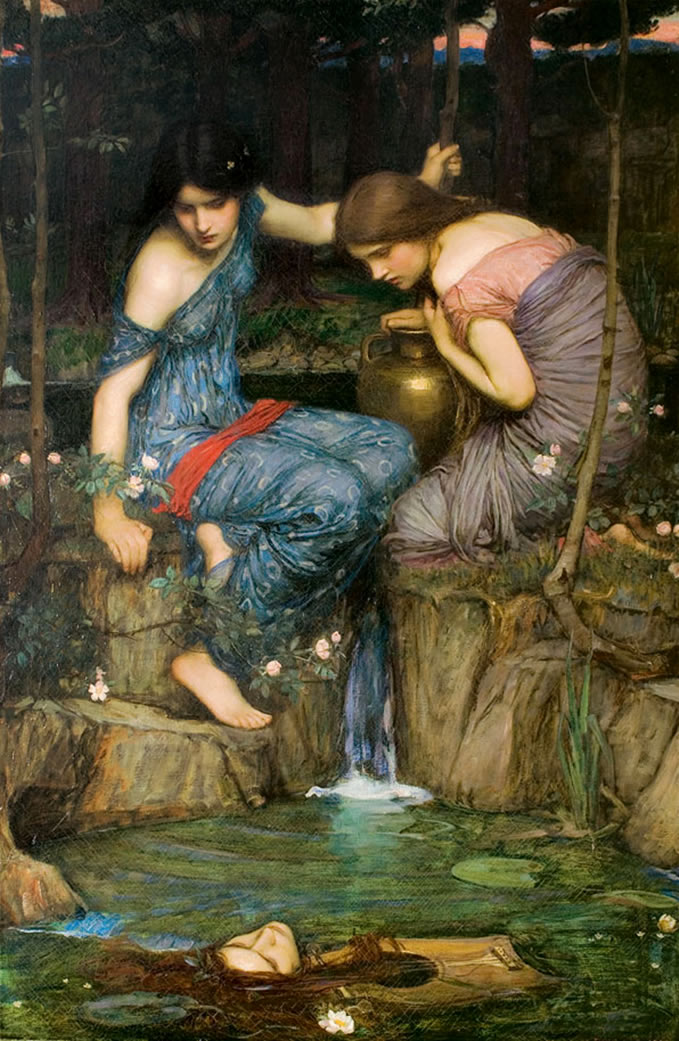
Nymphs Finding the Head of Orpheus 1900
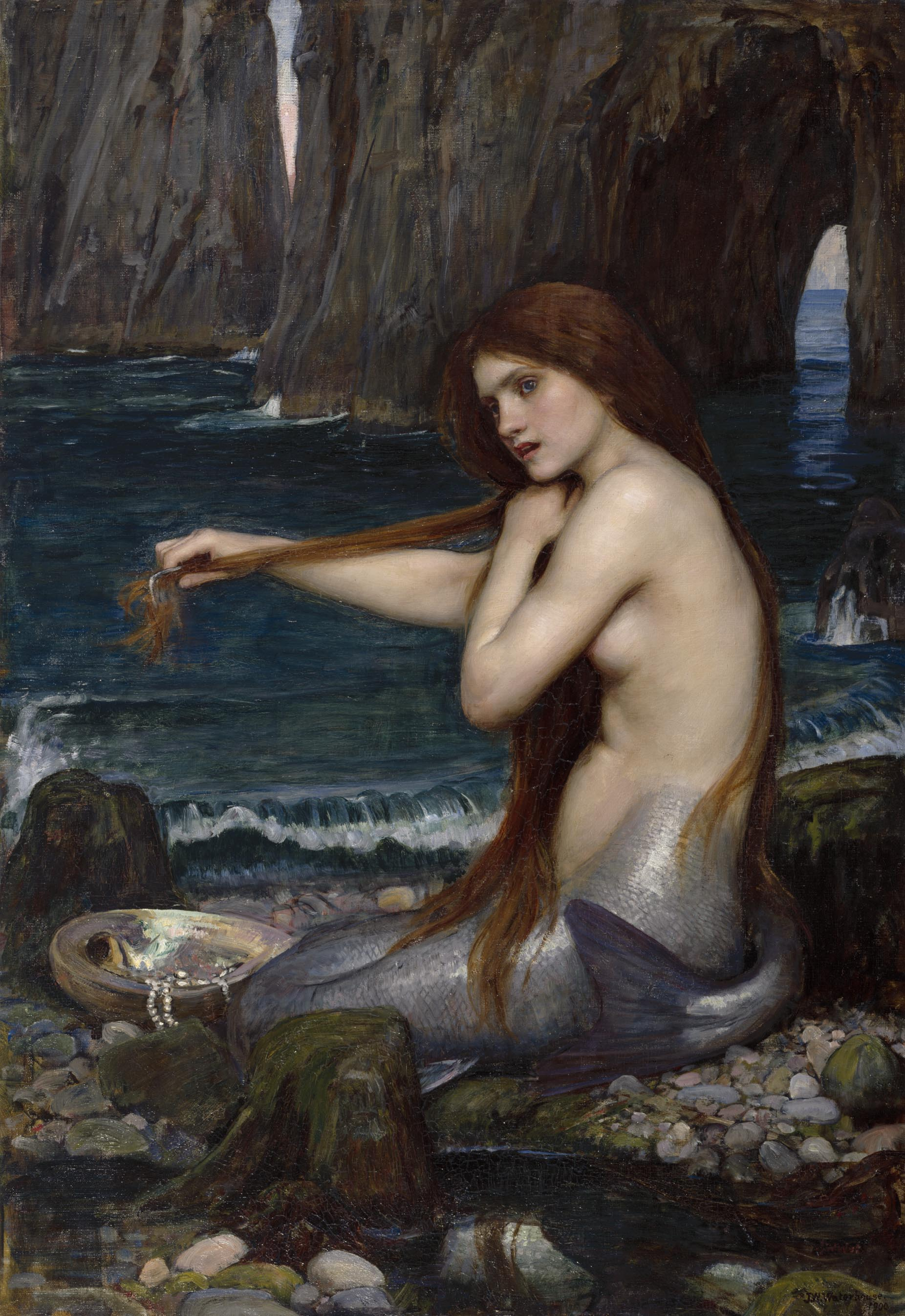
The Mermaid 1901
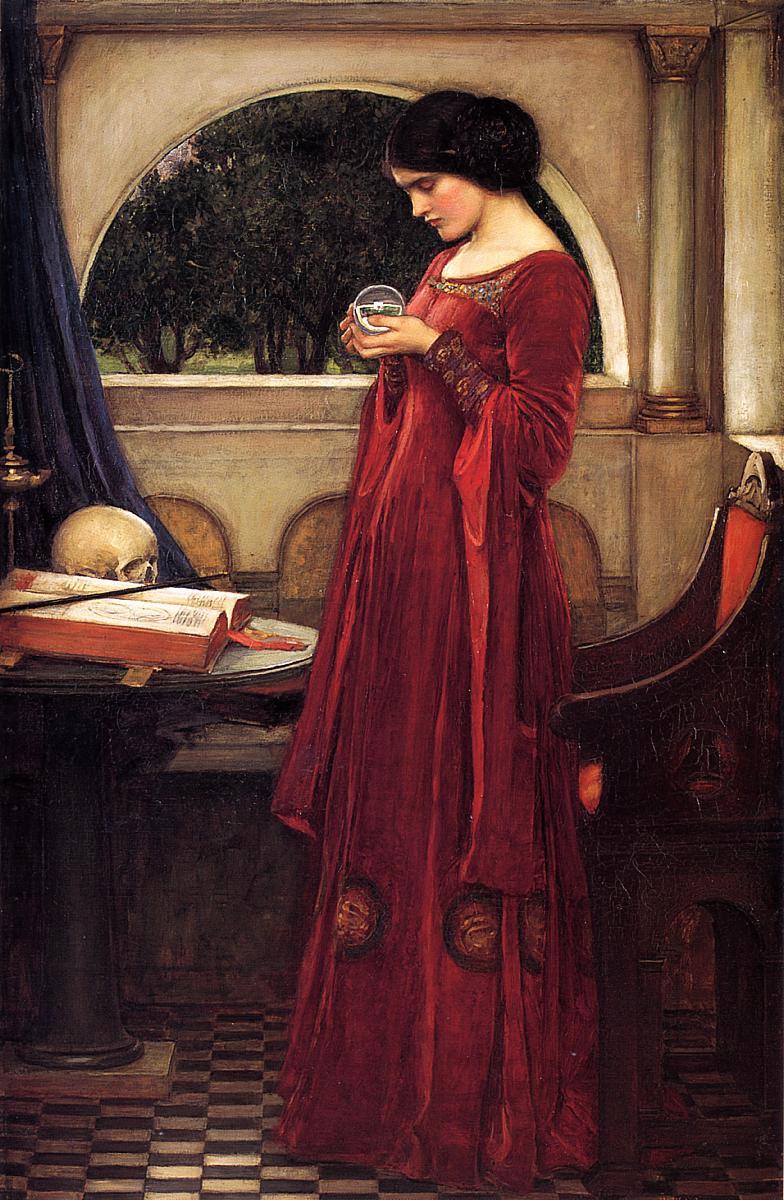
The Crystal Ball 1902
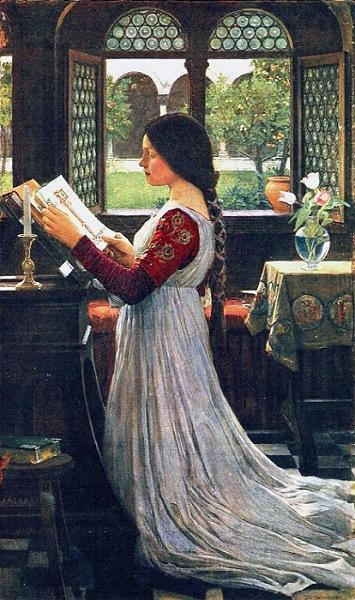
Міссал 1902
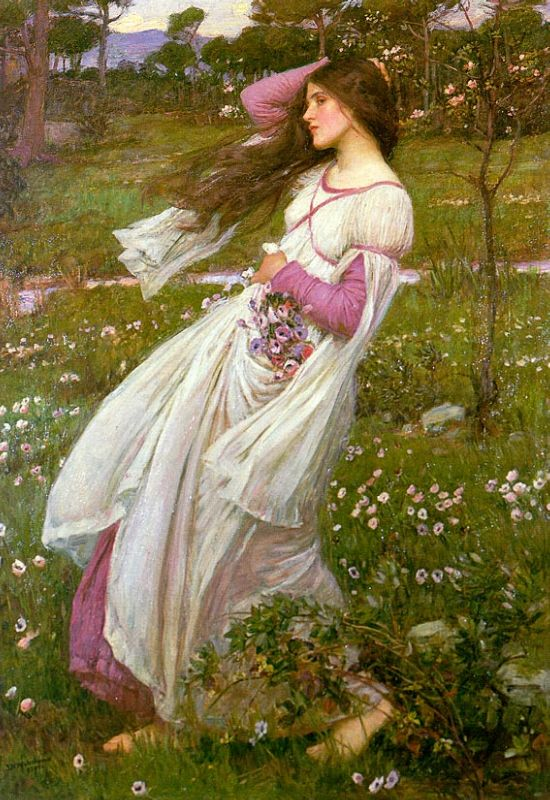
Windflowers 1902
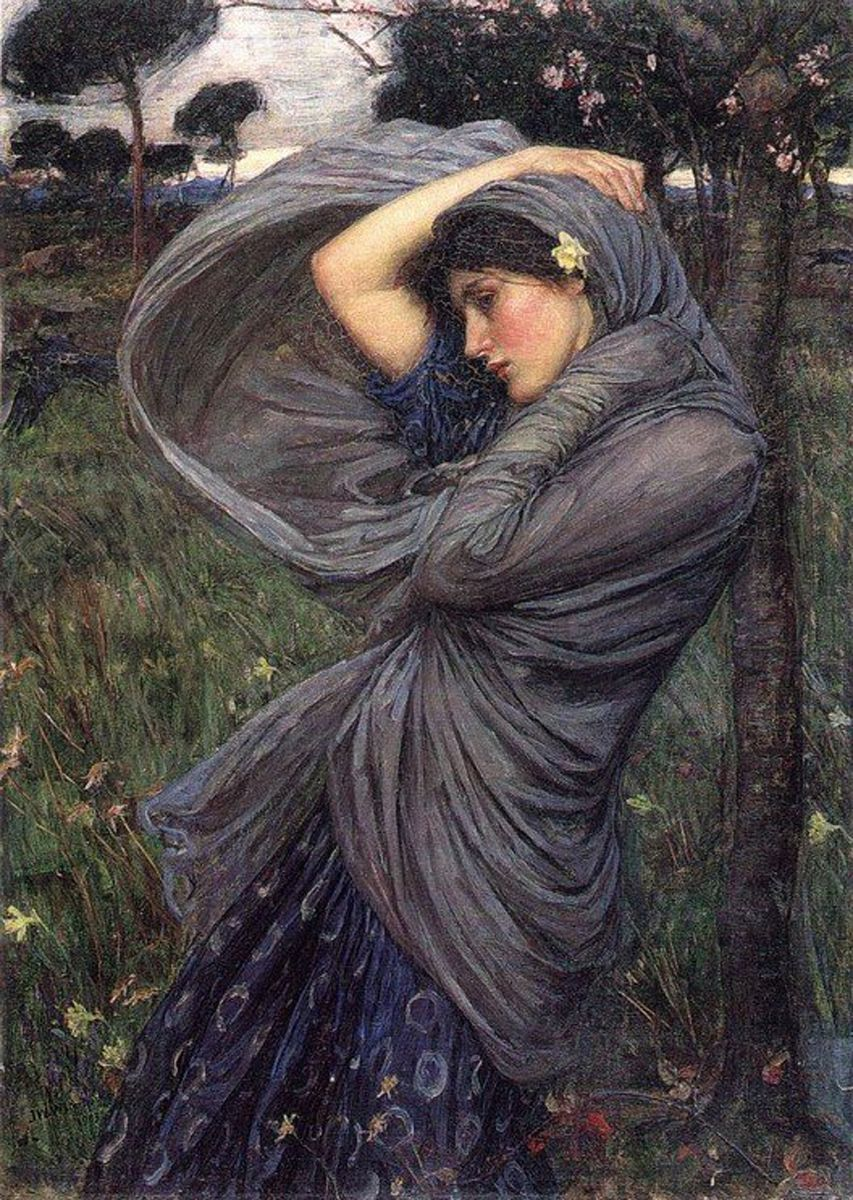
Борей 1903
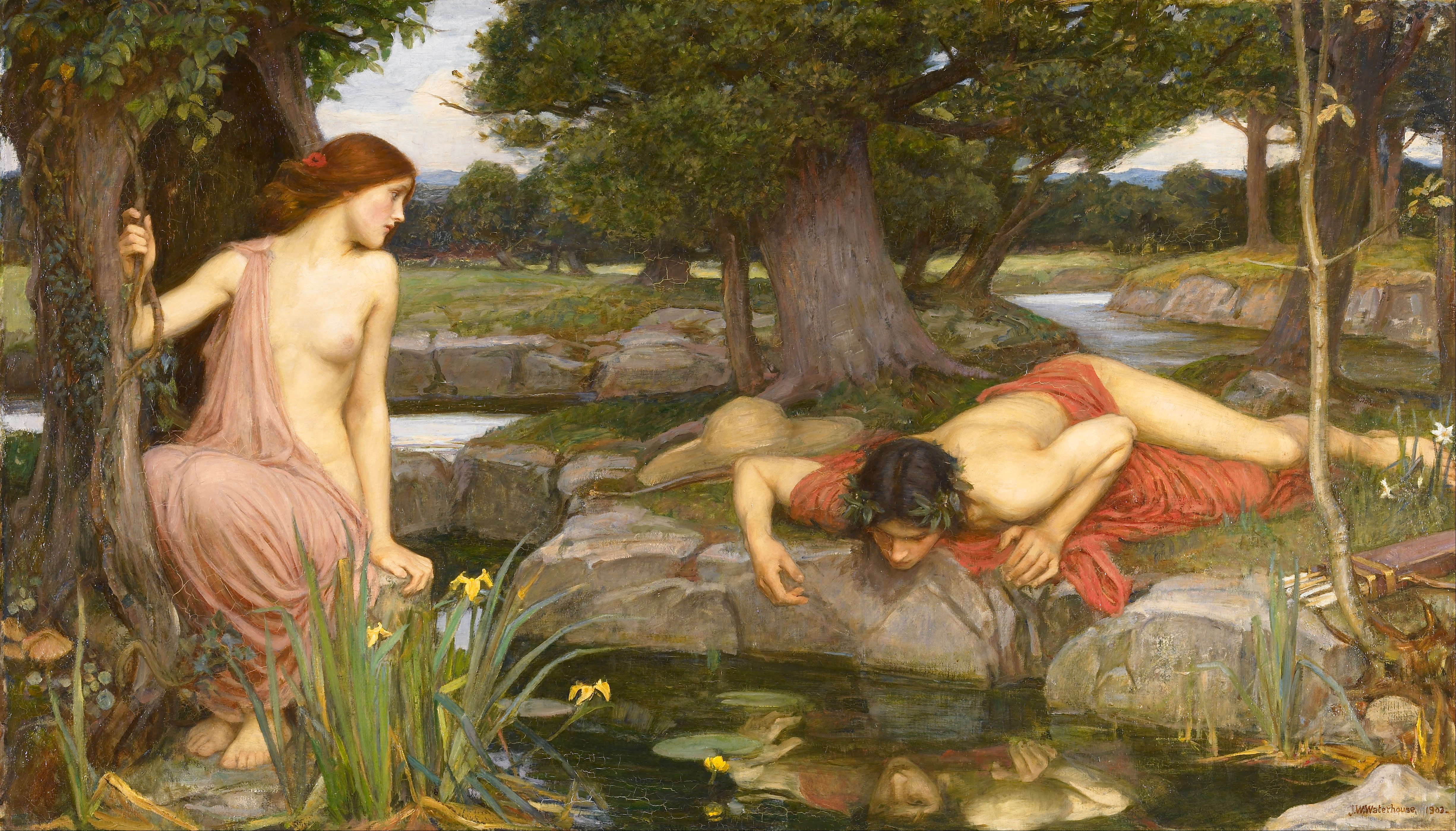
Ехо і Нарцис 1903
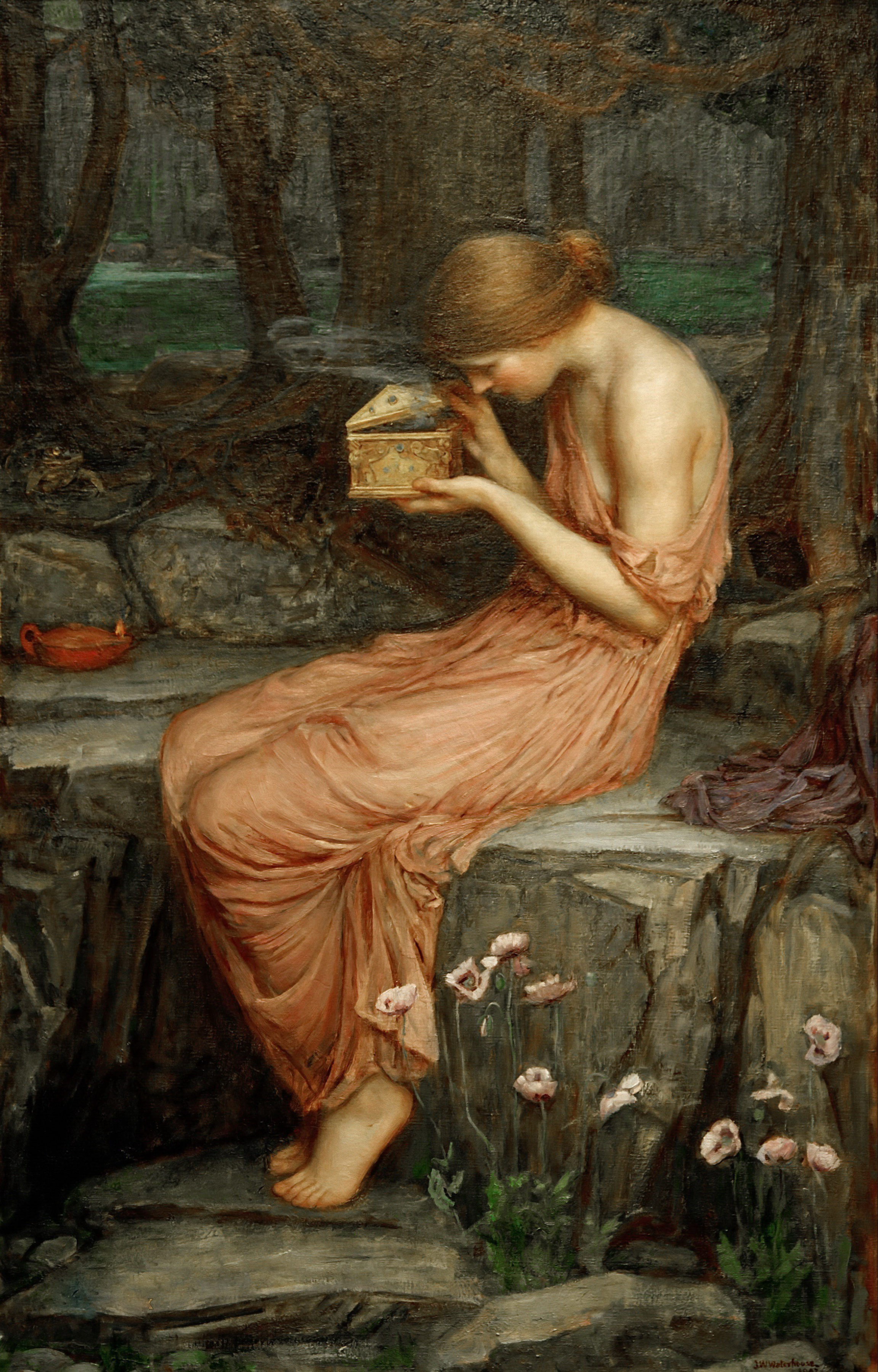
Psyche Opening the Golden Box 1903
Psyche Opening the Door into Cupid's Garden 1904
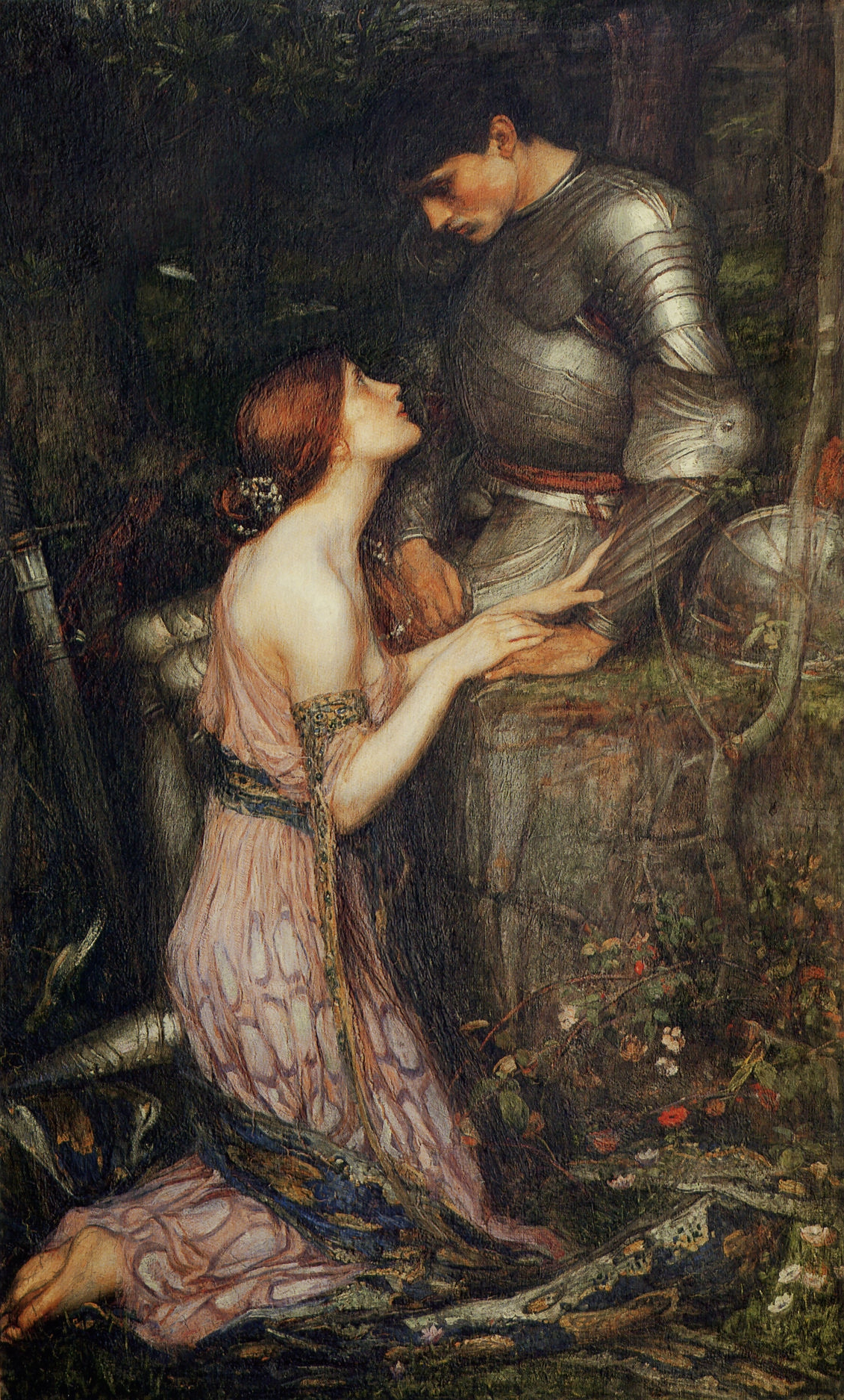
Ламія (перша версія) 1905
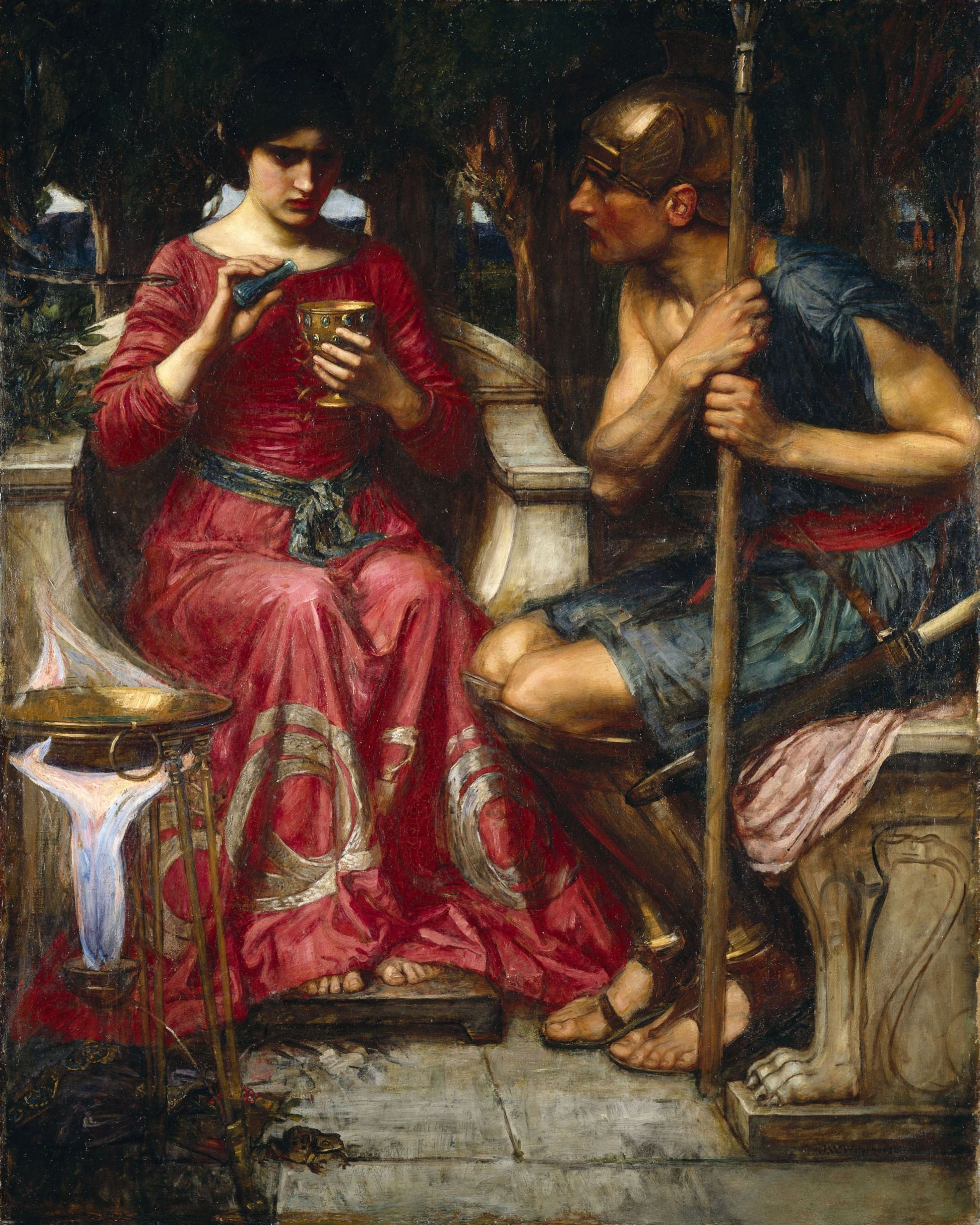
Ясон та Медея 1907
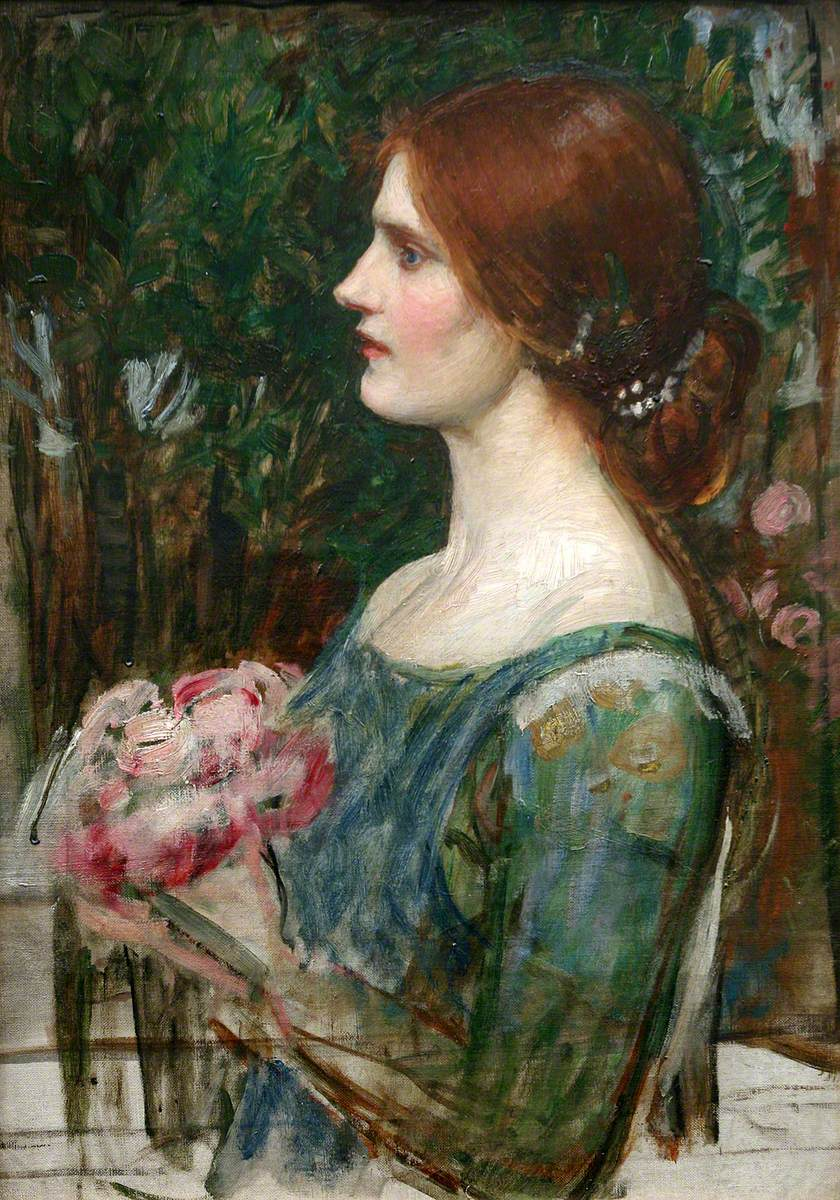
The Bouquet (a study) 1908
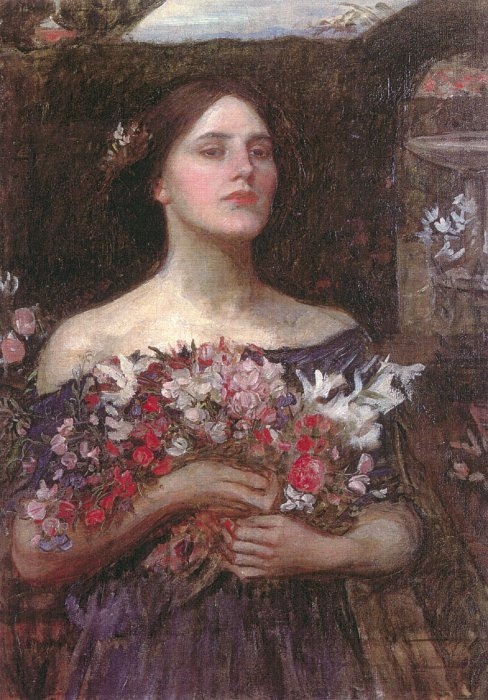
Gather Ye Rosebuds or Ophelia (a study) circa 1908
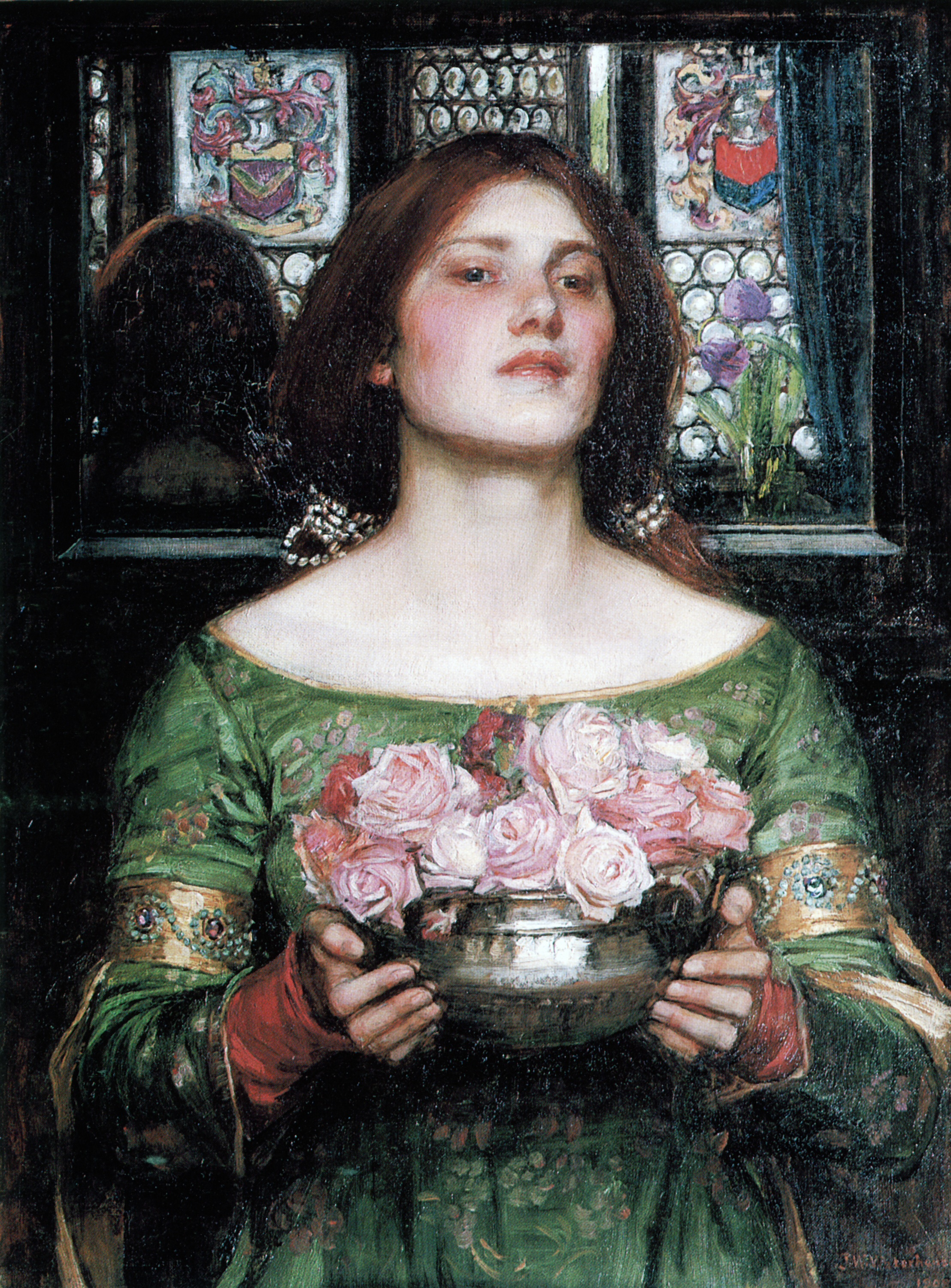
Gather Ye Rosebuds While Ye May... 1908
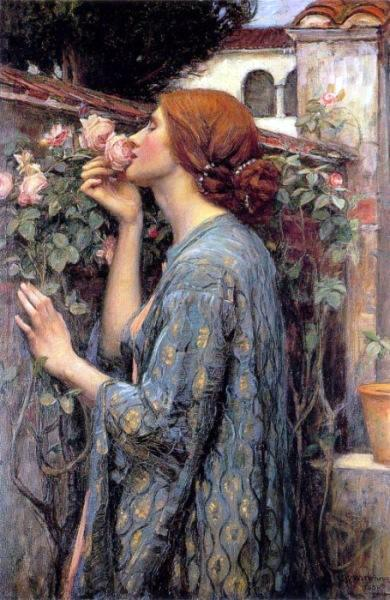
Душа троянди 1908
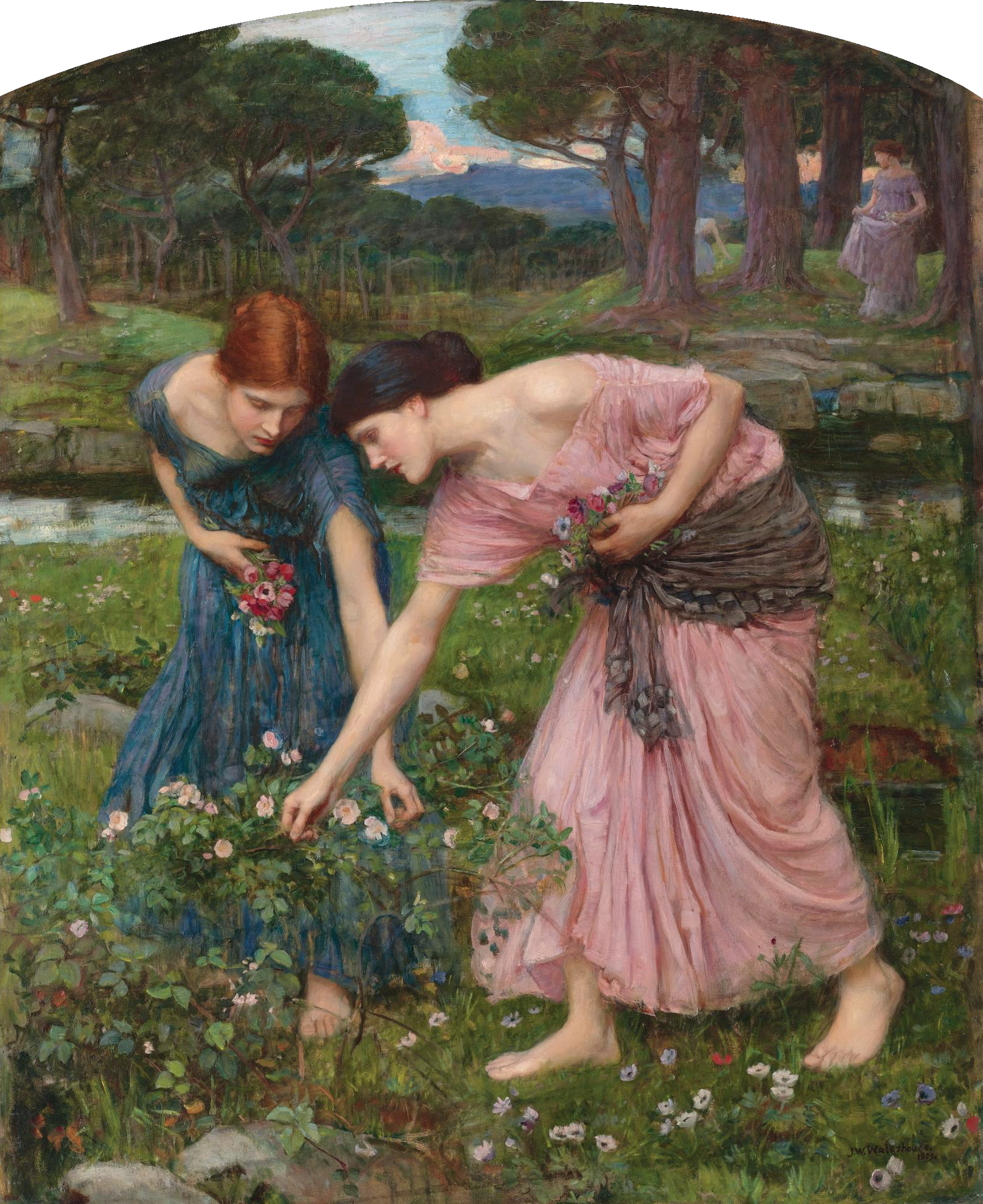
Зривайте троянди мерщій 1909
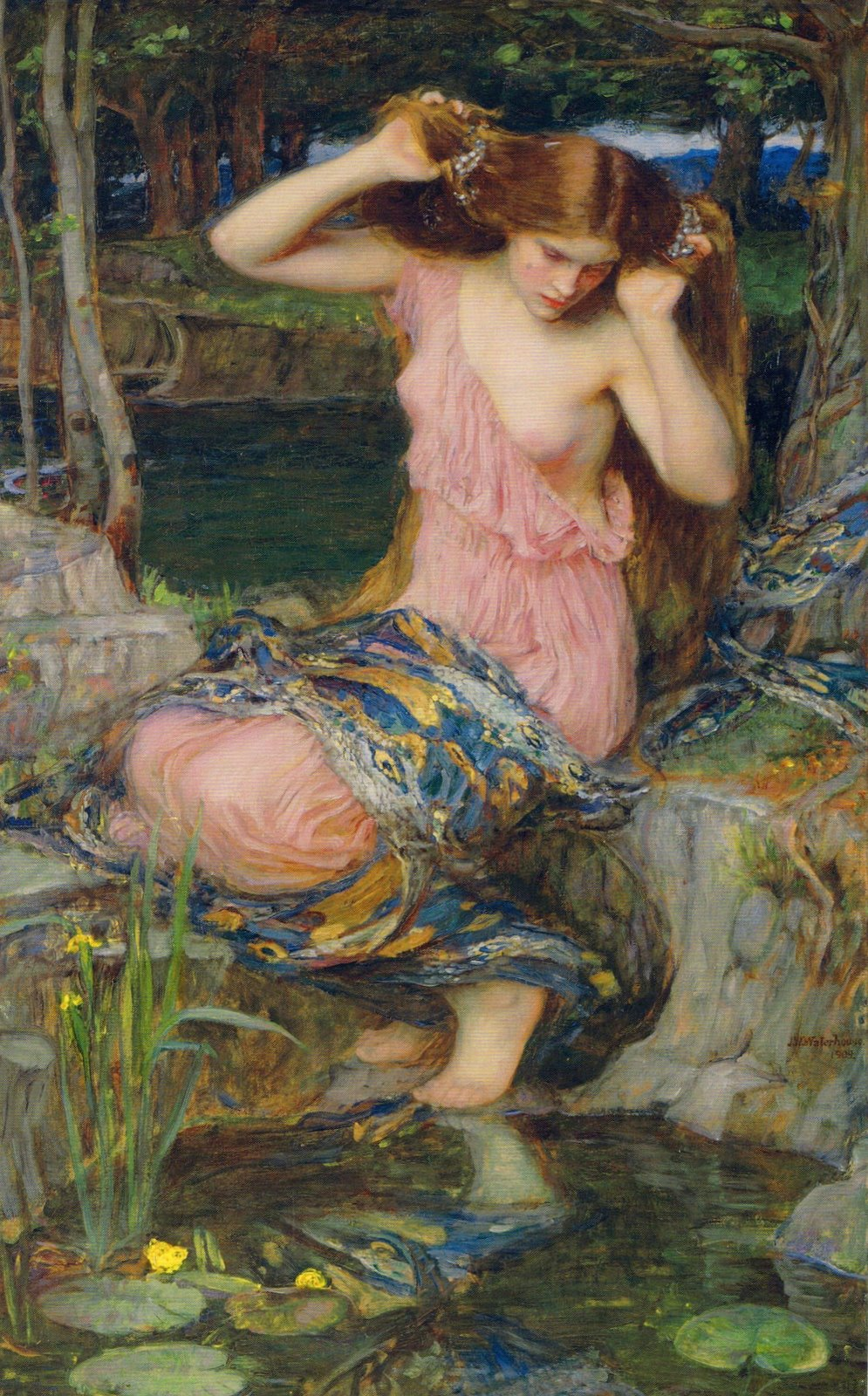
Ламія (друга версія) 1909
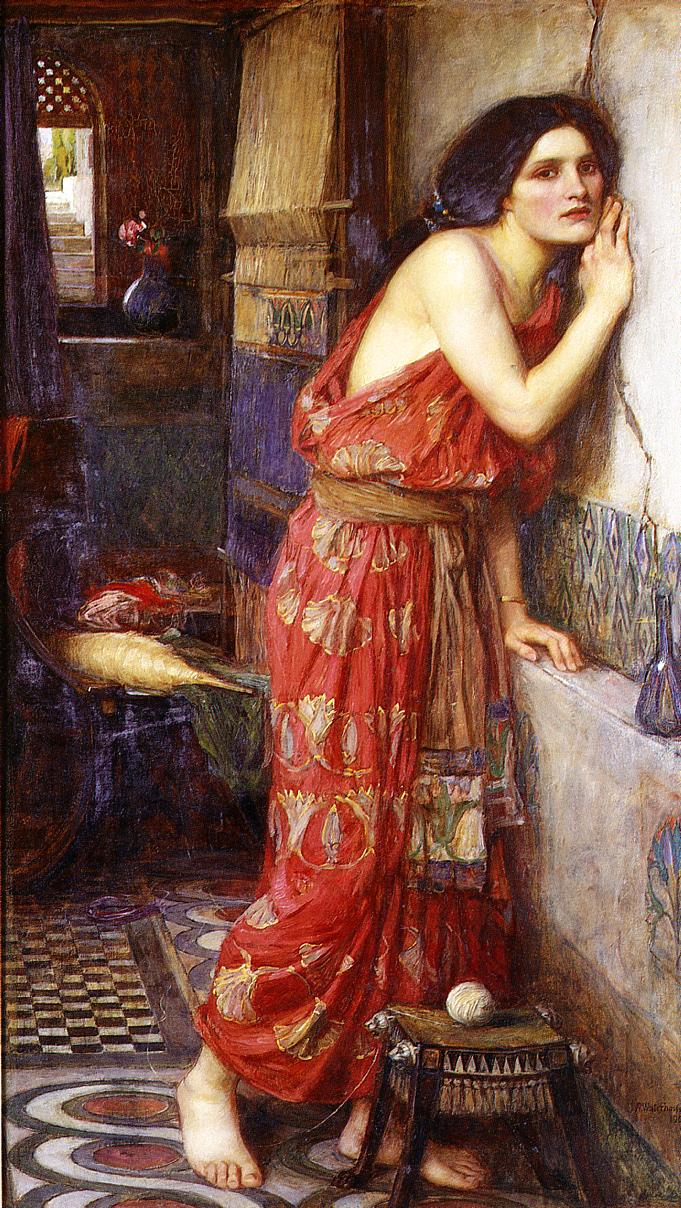
Фісба 1909

### Творчість 1910-х

Ophelia 1910
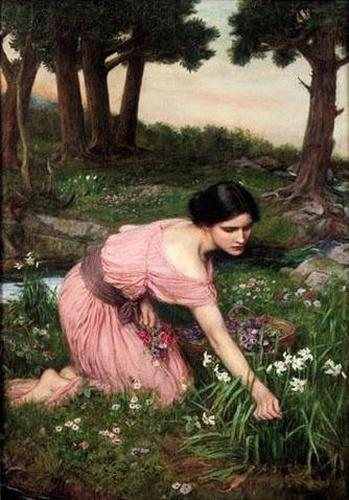
Spring Spreads One Green Lap of Flowers 1910
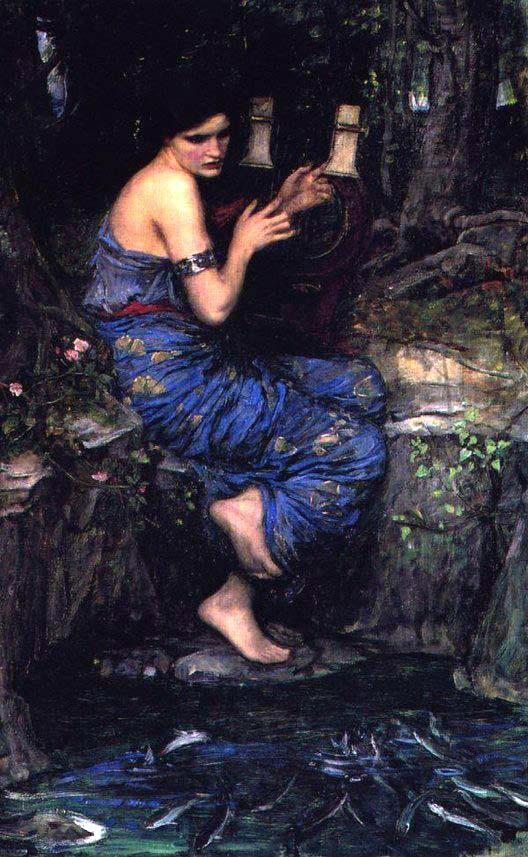
The Charmer 1911
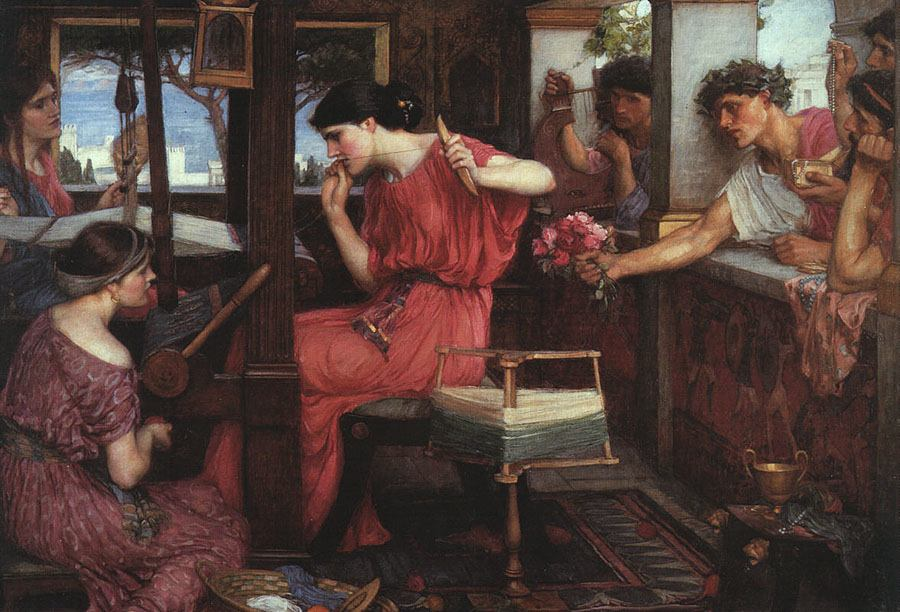
Penelope and the Suitors 1912
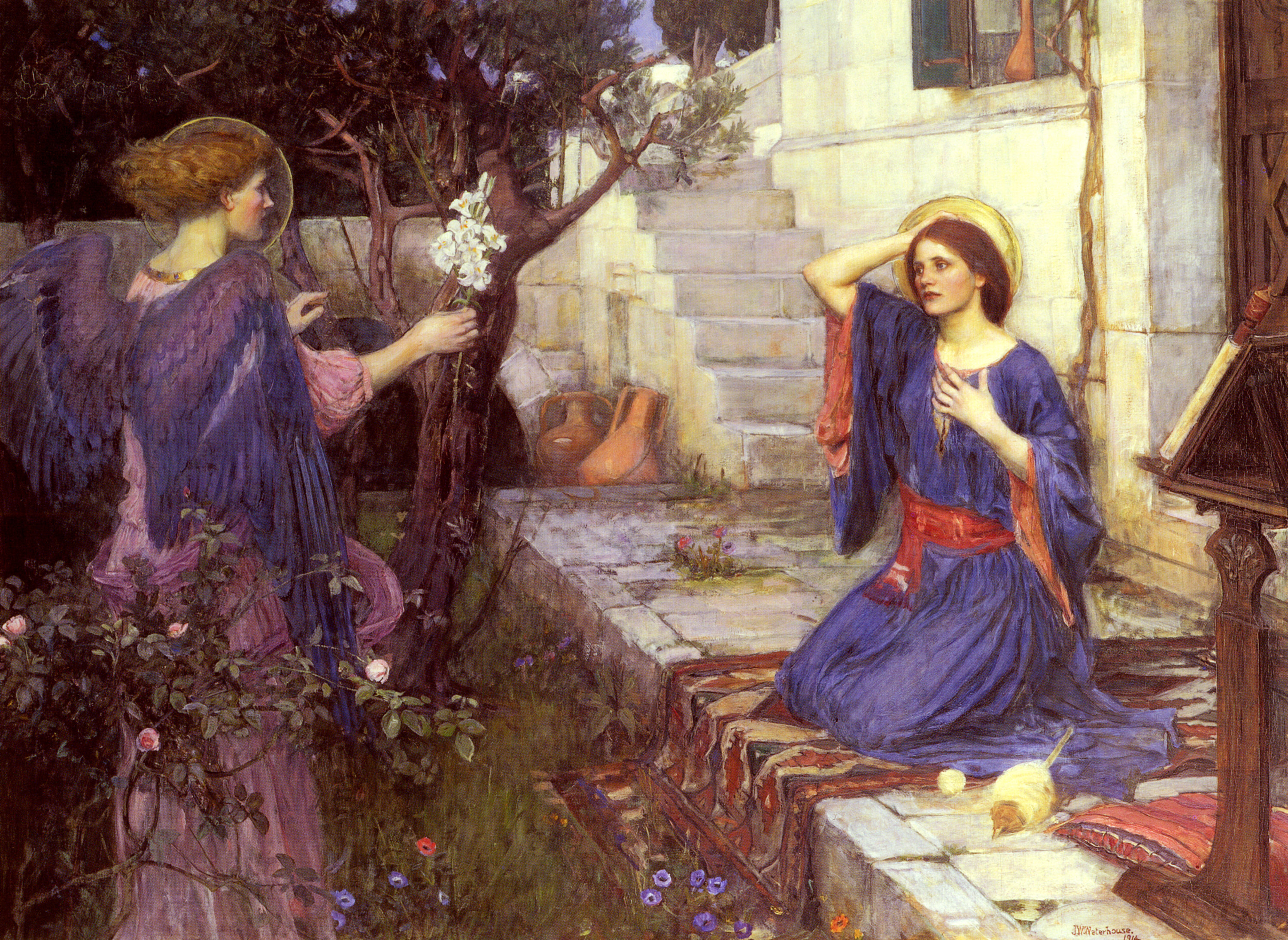
Благовіщення 1914
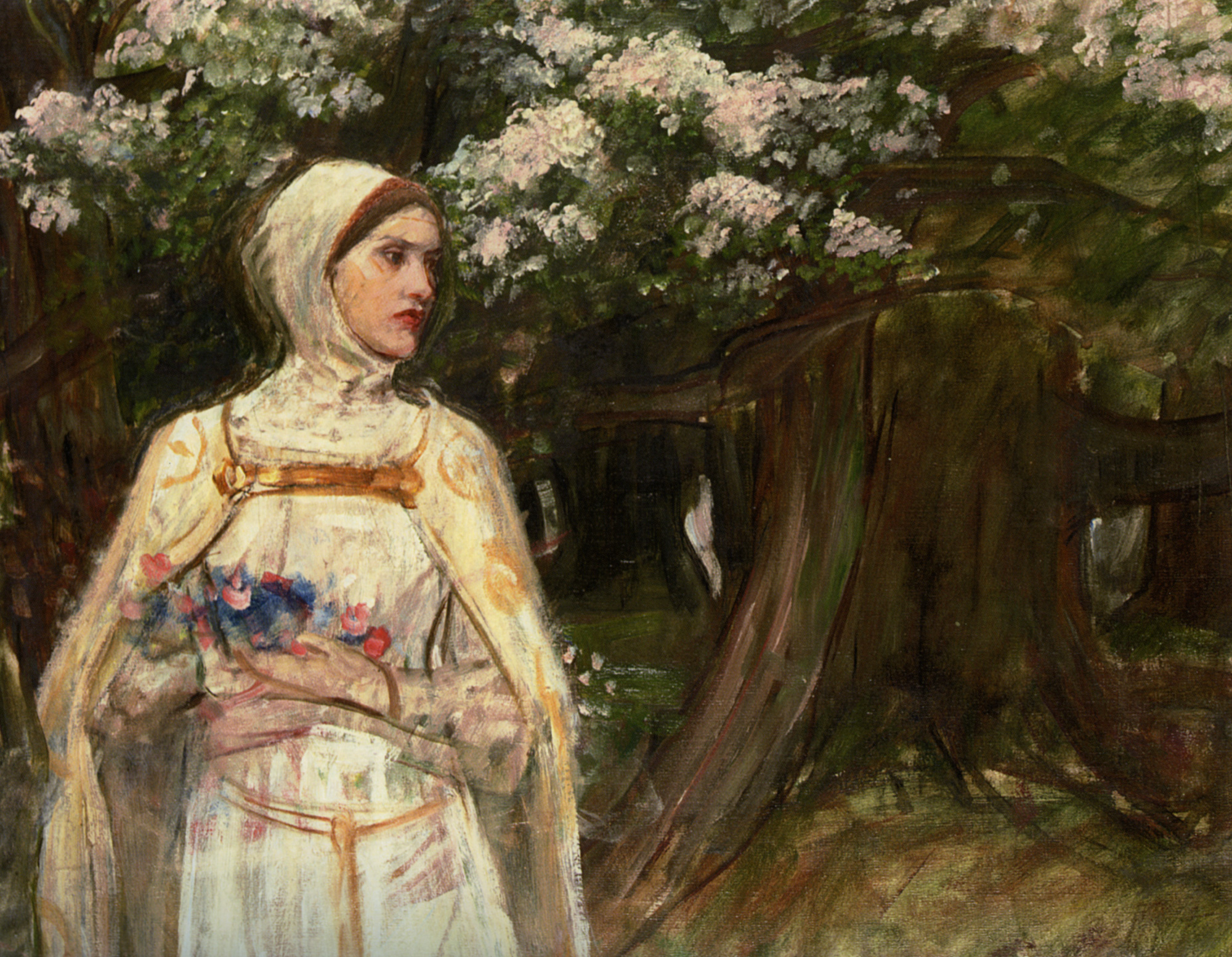
Beatrice ~1915
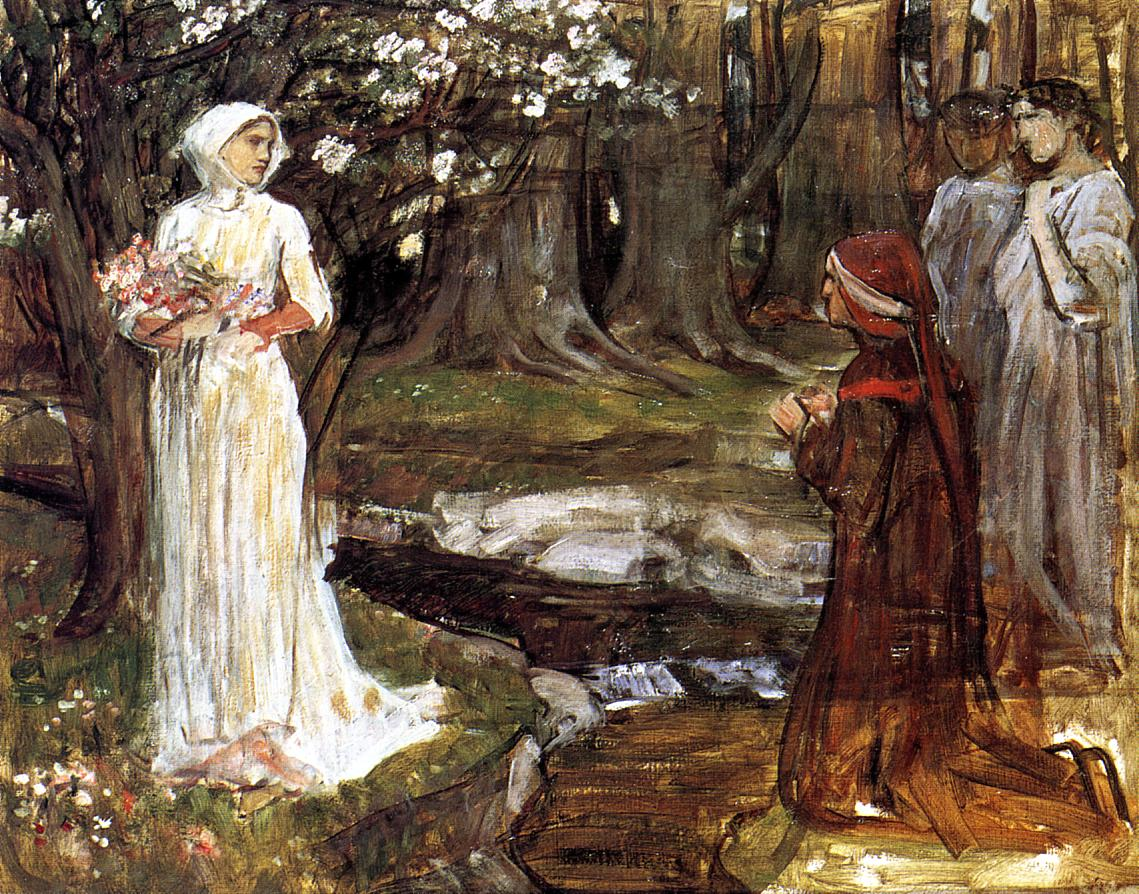
Данте та Беатріче 1915
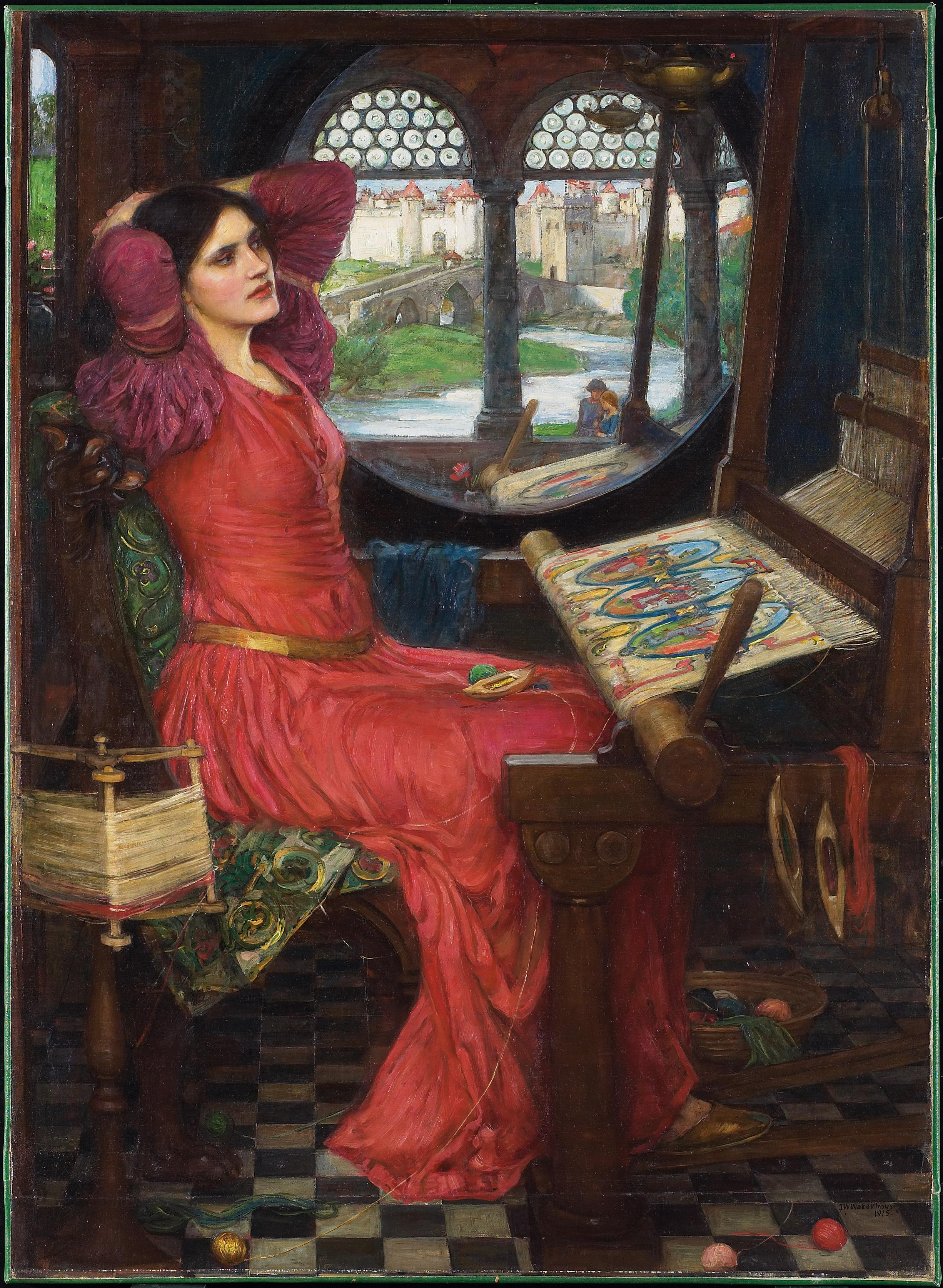
I am half-sick of shadows, said the Lady of Shalott 1916
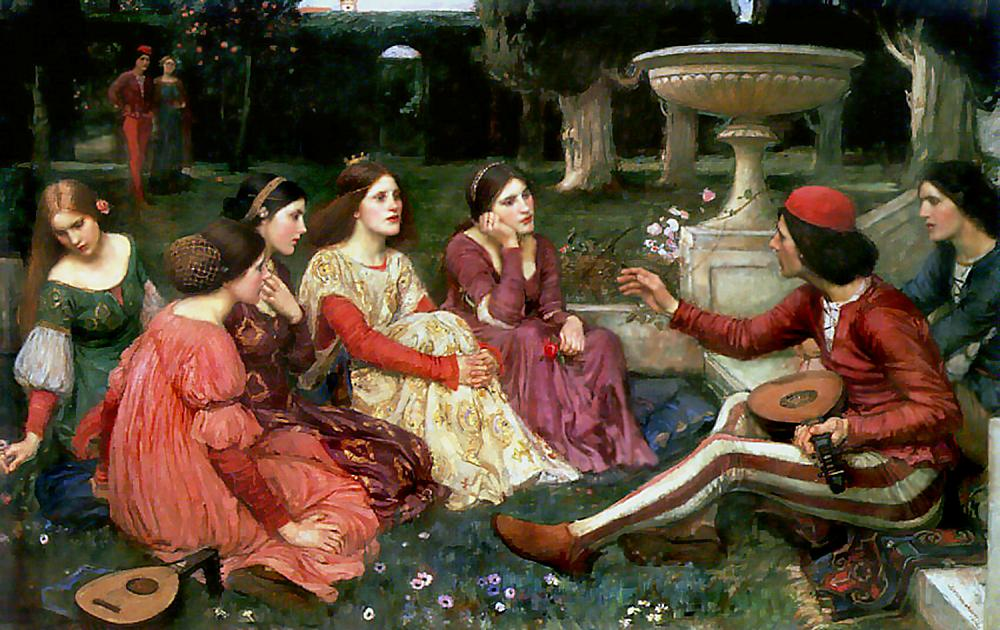
Історія з Декамерону 1916
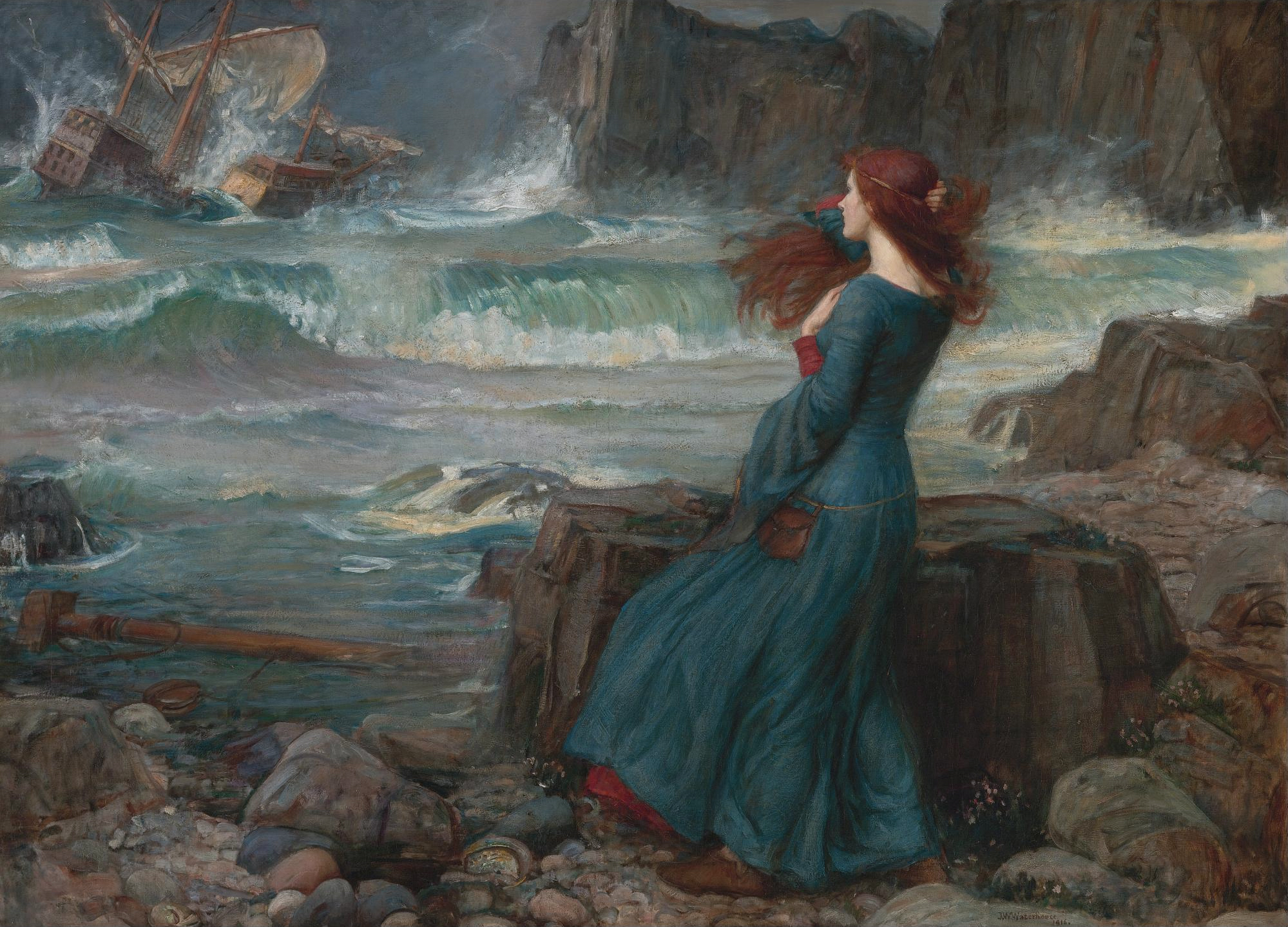
Міранда 1916
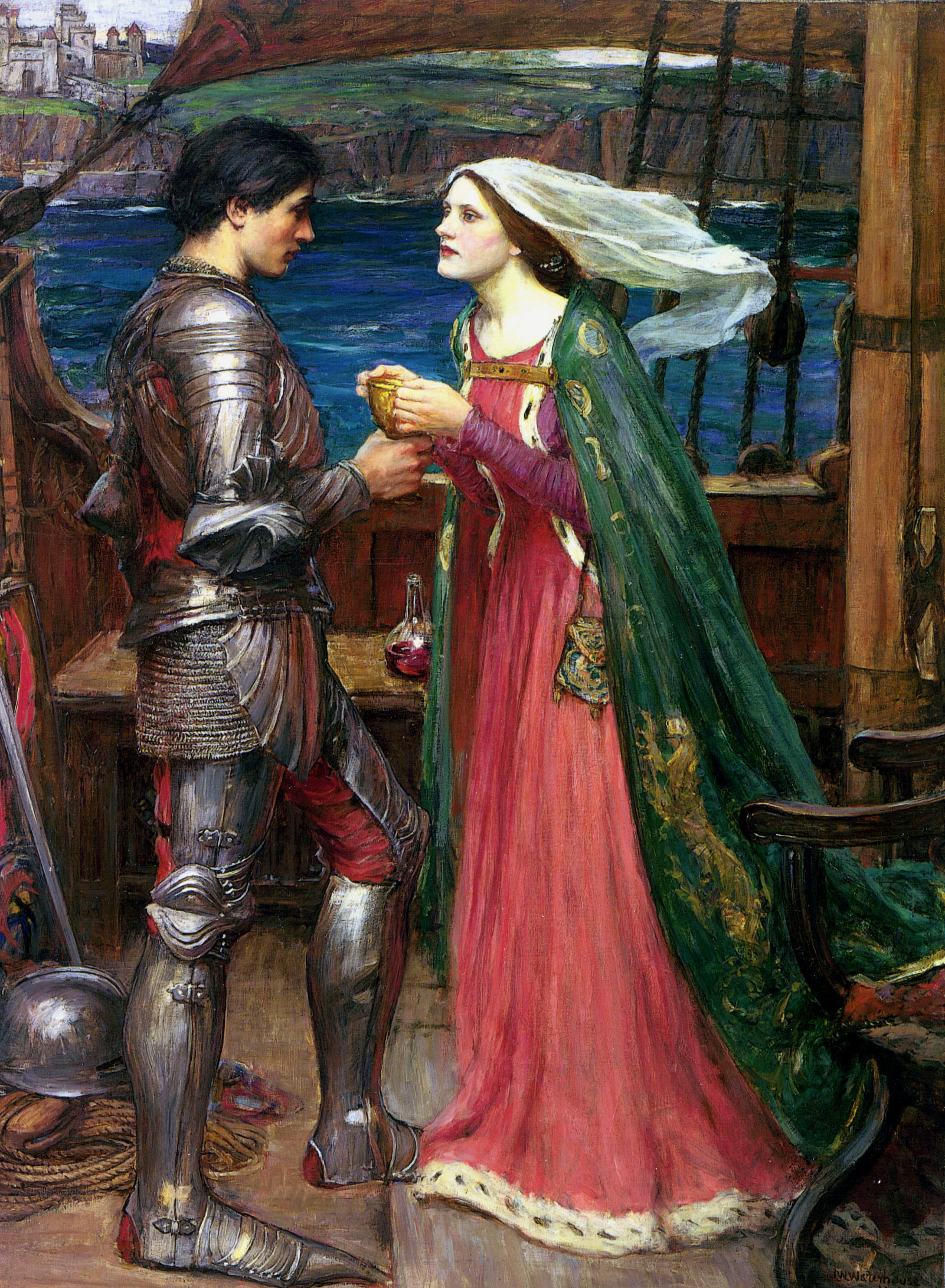
Трістан та Ізольда 1916